# Het Hert (Putten)
Het Hert of 't Hert is een in 1899 gebouwde windmolen in de plaats van de afgebrande houten achtkant. De houten achtkant is afkomstig uit de Zaanstreek maar bevindt zich tegenwoordig te Putten. De naam verwijst naar het op de molen aangebrachte gemeentewapen, waarin een hert voorkomt.
De molen is een korenmolen van het type stellingmolen met een stenen onderbouw en een houten, rietgedekte bovenbouw. De molen heeft drie stellingdeuren.
Er zijn nog twee koppel maalstenen aanwezig. Beide maalkoppels zijn maalvaardig en worden gebruikt al naargelang de behoefte. Eén maalkoppel wordt gebruikt voor het malen voor consumptie en het andere koppel voor veevoer. Beide koppelstenen zijn van kunststeen, waarvan die voor het malen voor consumptie gemaakt is van flintsteen. Een kunststeen heeft een speciale, harde laag aan de maalzijde, waarvan de groeven (uitslag) van een iets zachter materiaal gemaakt zijn dan de kerven, zodat de steen zichzelf scherpt. Het koppel voor consumptie is voorzien van een regulateur, waardoor het malen gelijkmatiger verloopt.
Vroeger was er nog een derde koppel maalstenen aanwezig voor het malen van gedroogde eikenschors tot eek.
De kap van de molen is in 1991 voorzien van een zogenaamd Engels kruiwerk. Vroeger draaide de kap op ijzeren rollen in rollenwagens. De kap wordt gekruid met een kruirad.
De molen staat aan de Halvinkhuizerweg 1 in Putten en is de enige nog bestaande van de oorspronkelijke drie.
Het luiwerk voor het opluien (ophijsen) van de zakken graan bestaat uit een gaffelwiel, luias en een luitafel.
De bovenas is van gietijzer. De fabrikant en de leeftijd van de as is niet te zien, doordat de as voor het grootste gedeelte is ingepakt met de vulstukken, waarmee het bovenwiel is vastgezet. De as wordt gesmeerd met reuzel en de kammen (tanden) op de tandwielen met bijenwas. De vang, waarmee het wiekenkruis wordt afgeremd, is een met een wipstok bediende Vlaamse vang bestaande uit vijf blokken.
De molen is gerestaureerd in 1933, 1965 en 1991. Bij de restauratie in 1933 werden de wieken gestroomlijnd met zogenaamde Dekkerwieken. In 1965 zijn deze vervangen door fokwieken van het systeem Fauel met remkleppen. De fokwieken hebben een 2 stralenprofiel. In 1991 zijn de roeden en het hekwerk, de staart, de omloop, het kruiwerk en de rietbedekking vervangen. De stalen potroeden werden toen vervangen door gelaste, stalen roeden. In november 2009 zijn de windpeluw en het steenbed vervangen. Ook zijn de voeghoutkoppen versterkt met 20 mm dikke, polyester gebonden glasvezelwapeningstaven en aangegoten met epoxyharsen gemengd met een vulstof.

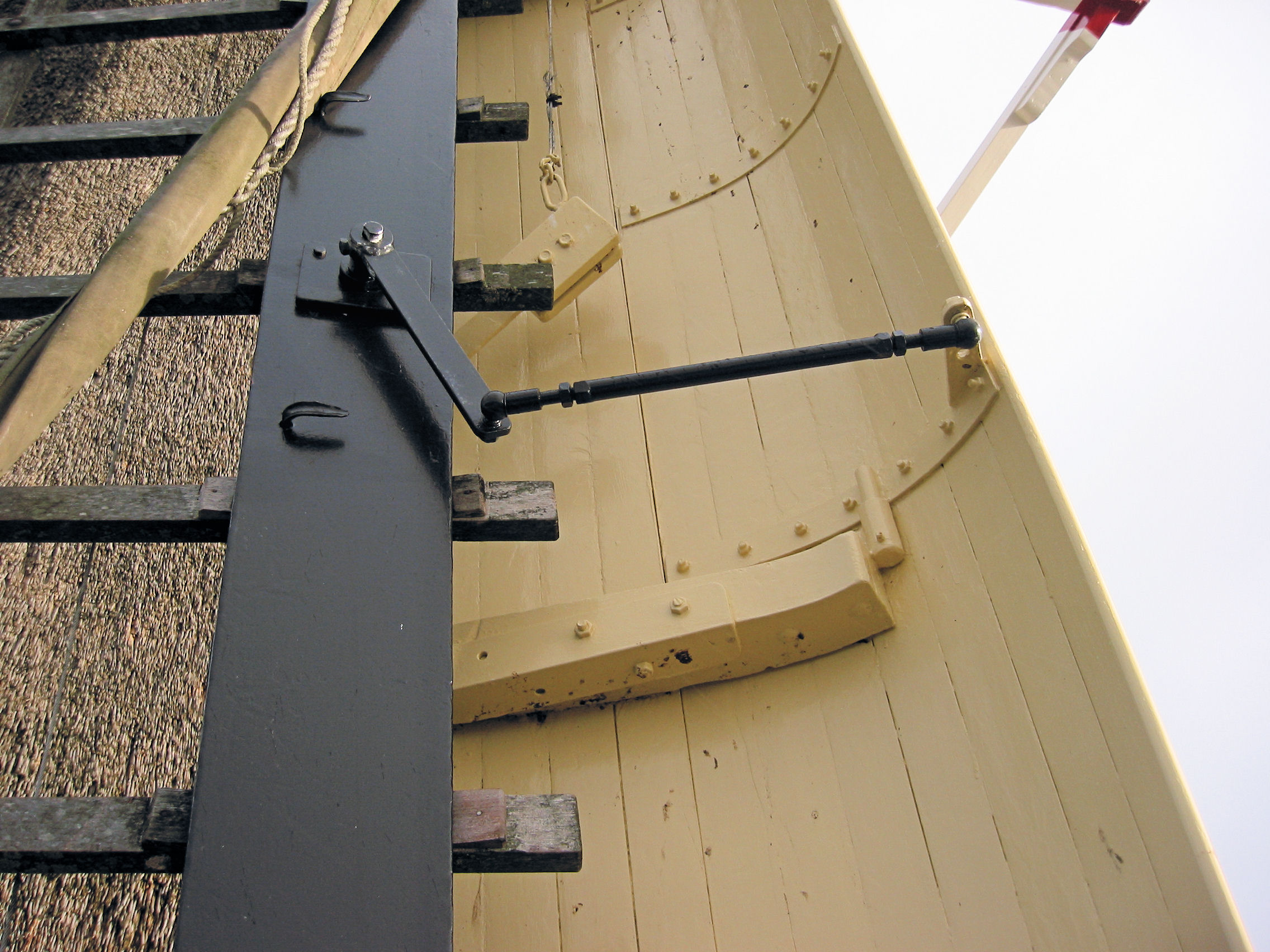
Detail fokwiek met remklep

De molen wordt nog gebruikt voor het malen van graan, zoals gerst, maïs en tarwe voor consumptie en veevoer.

## Overbrengingen
- De overbrengingsverhouding is 1 : 6,95.
- Het bovenwiel heeft 60 kammen en de bovenbonkelaar heeft 34 kammen. De koningsspil draait hierdoor 1,76 keer sneller dan de bovenas. De steek, de afstand tussen de staven, is 13 cm.
- Het spoorwiel heeft 126 kammen en de steenrondsels 32 staven. De steenrondsels draaien hierdoor 3,94 keer sneller dan de koningsspil en 6,95 keer sneller dan de bovenas. De steek is 9,5 cm.

### Eigenaren
- 1899 - 1901: H. van de Poll
- 1901 - 1944: H. van de Poll
- 1944 - 1957: H. van de Poll
- 1957 - 1974: D.M. van de Poll-Kon
- 1974 - 1998: Gebr. A. en G.A.W. van de Poll
- 1999 - 2004: G.A.W. van de Poll
- 2004 - heden: Erven G.A.W. van de Poll

## Fotogalerij

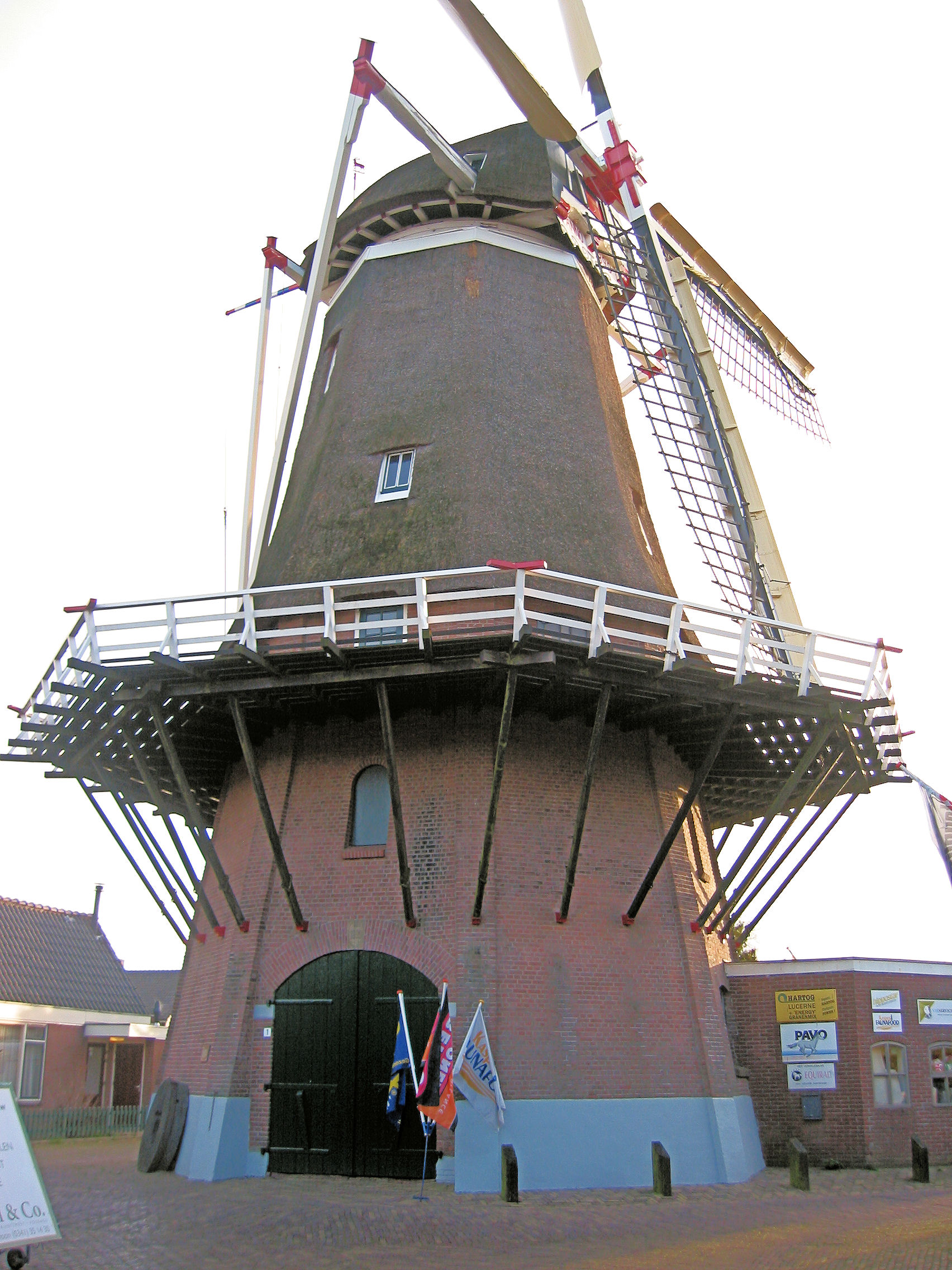
Ingang
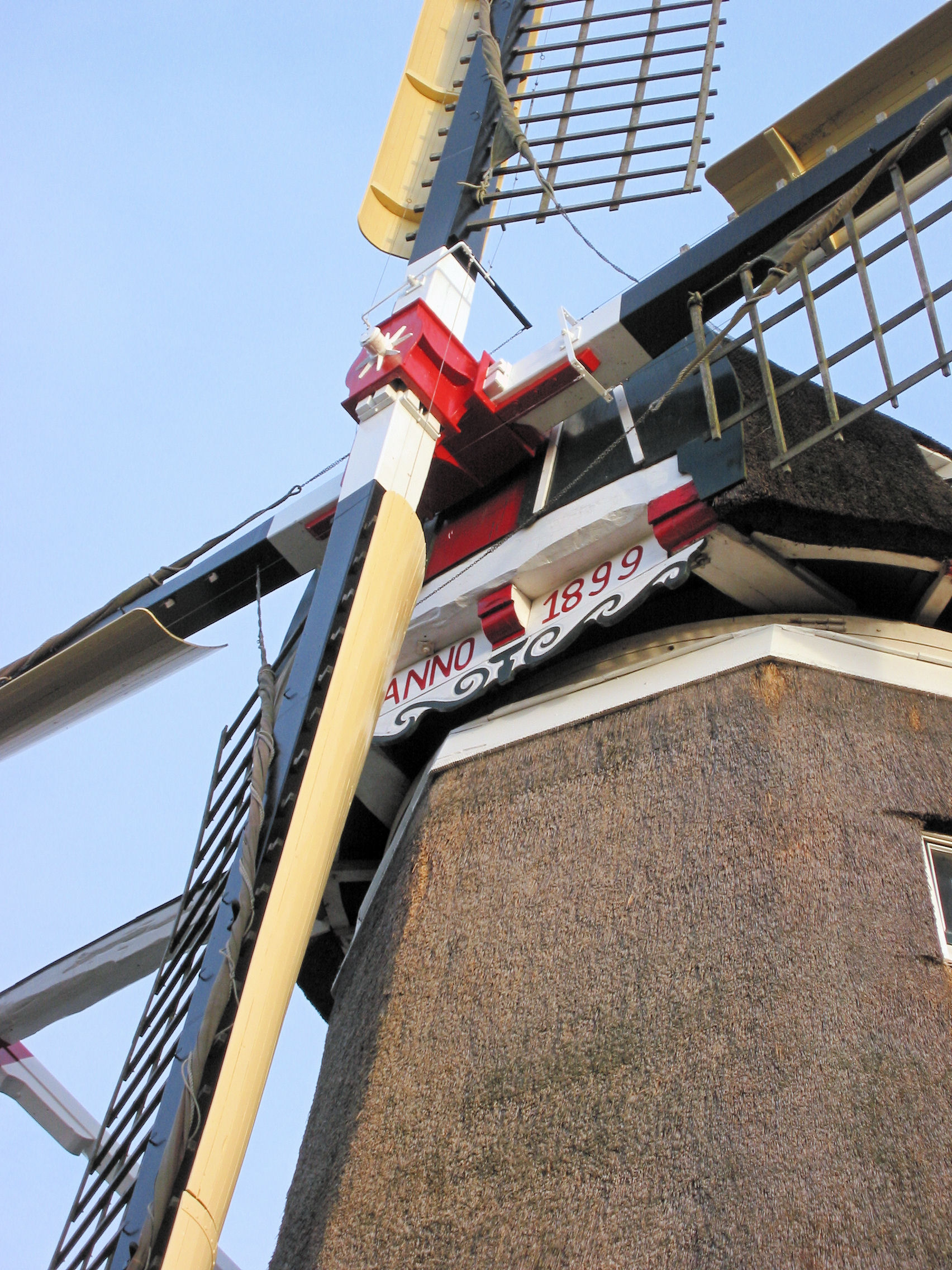
Askop en baard
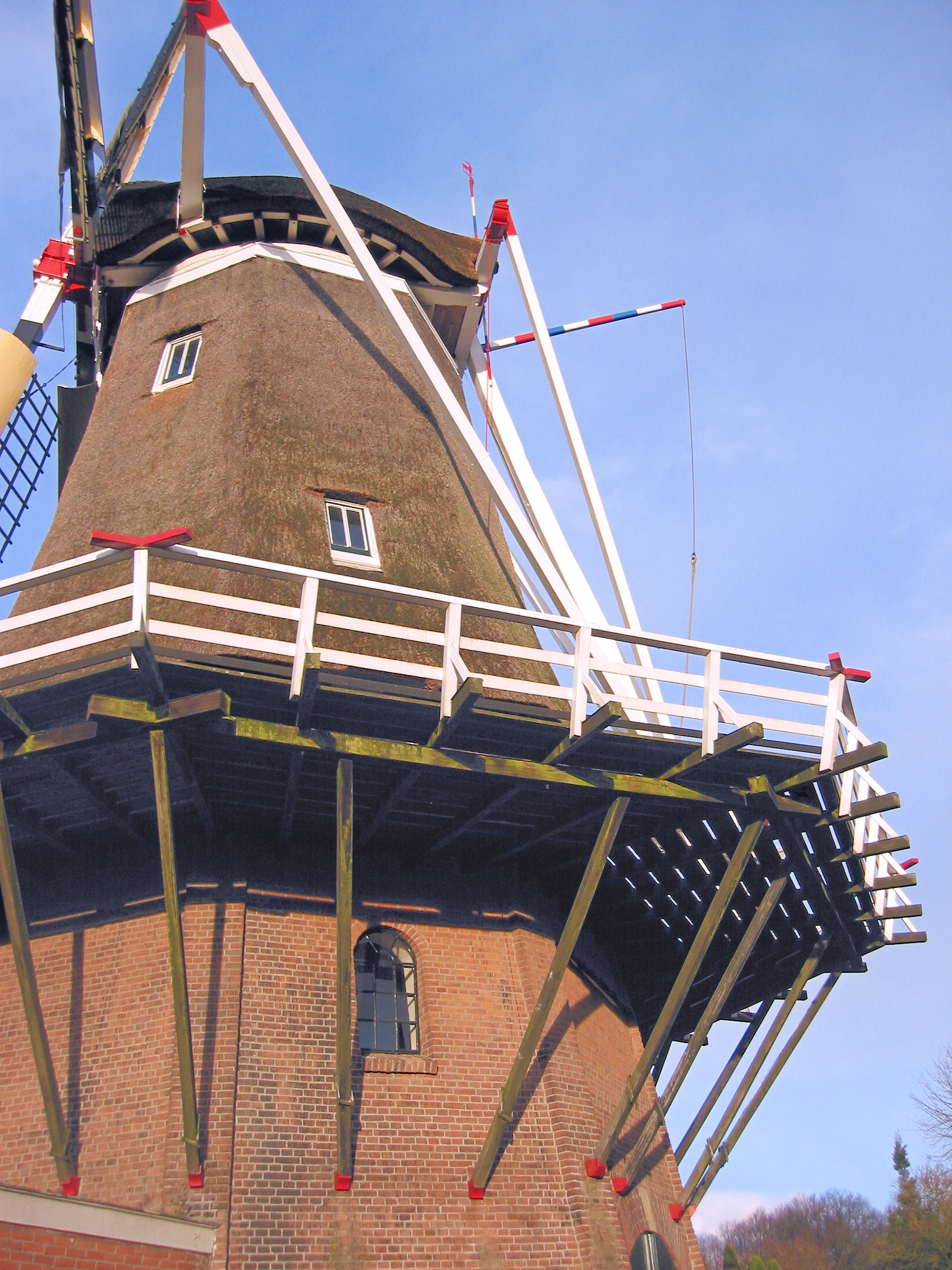
Stelling, staart en wipstok
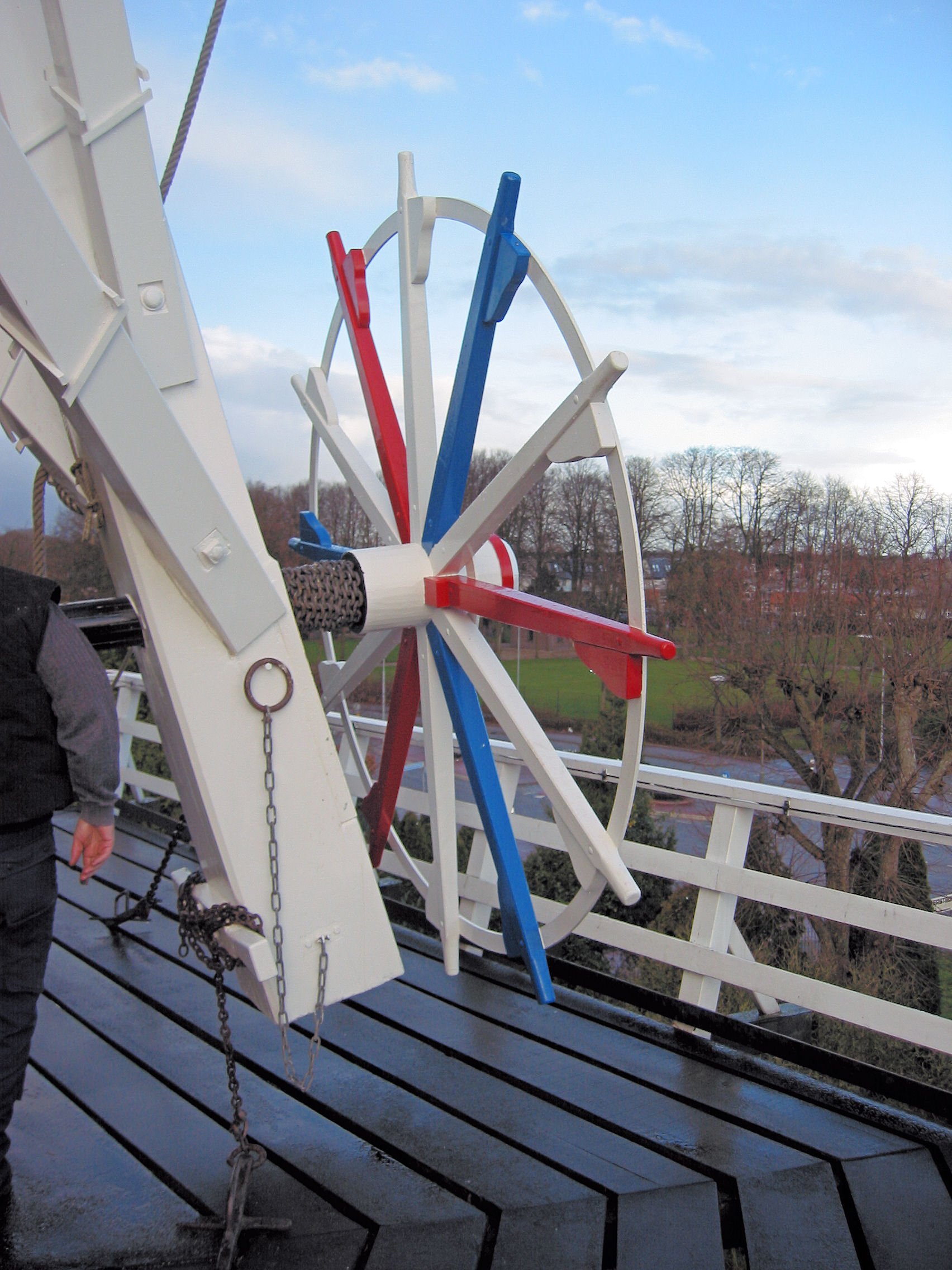
Kruirad
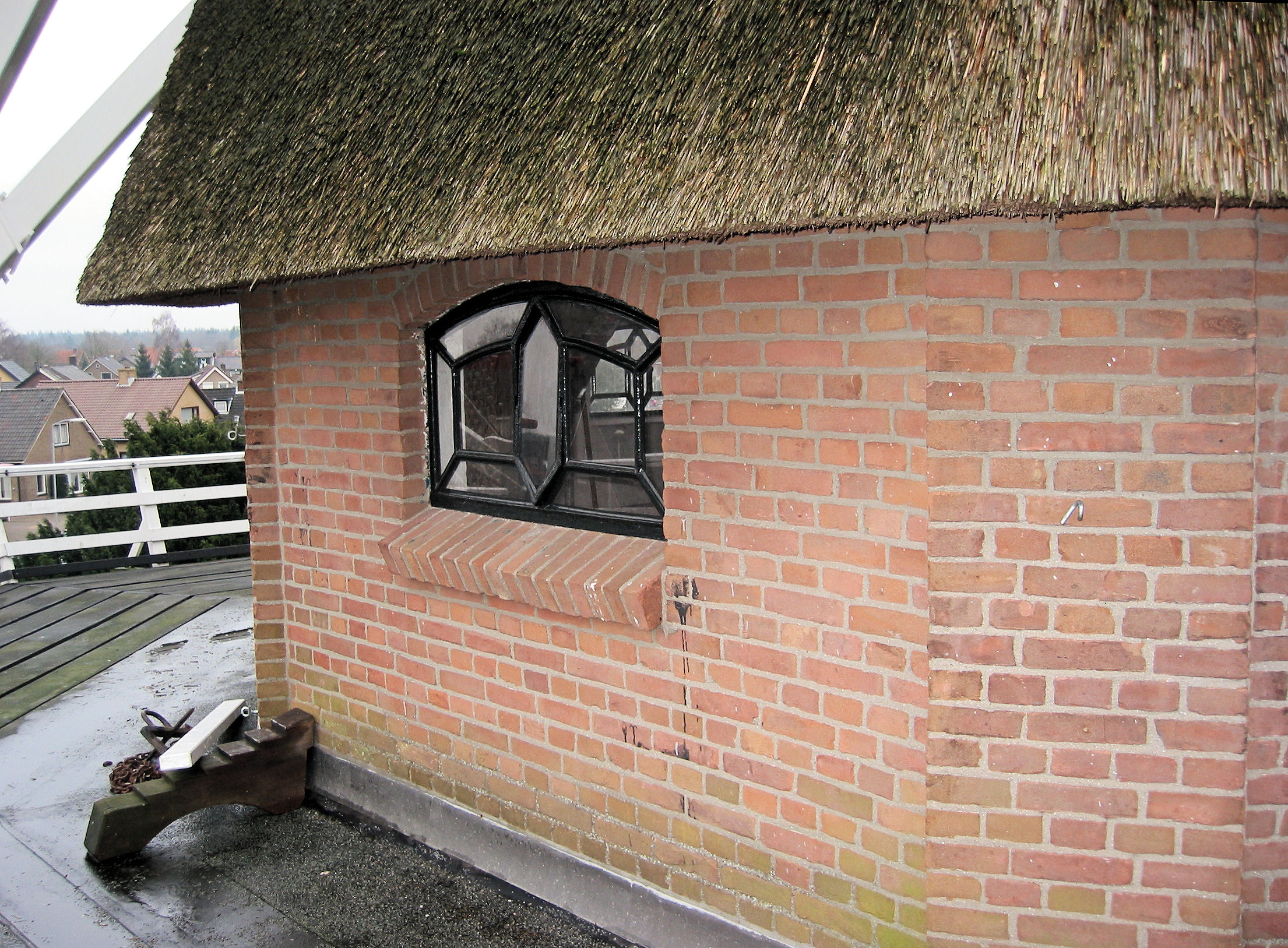
De stenen weeg
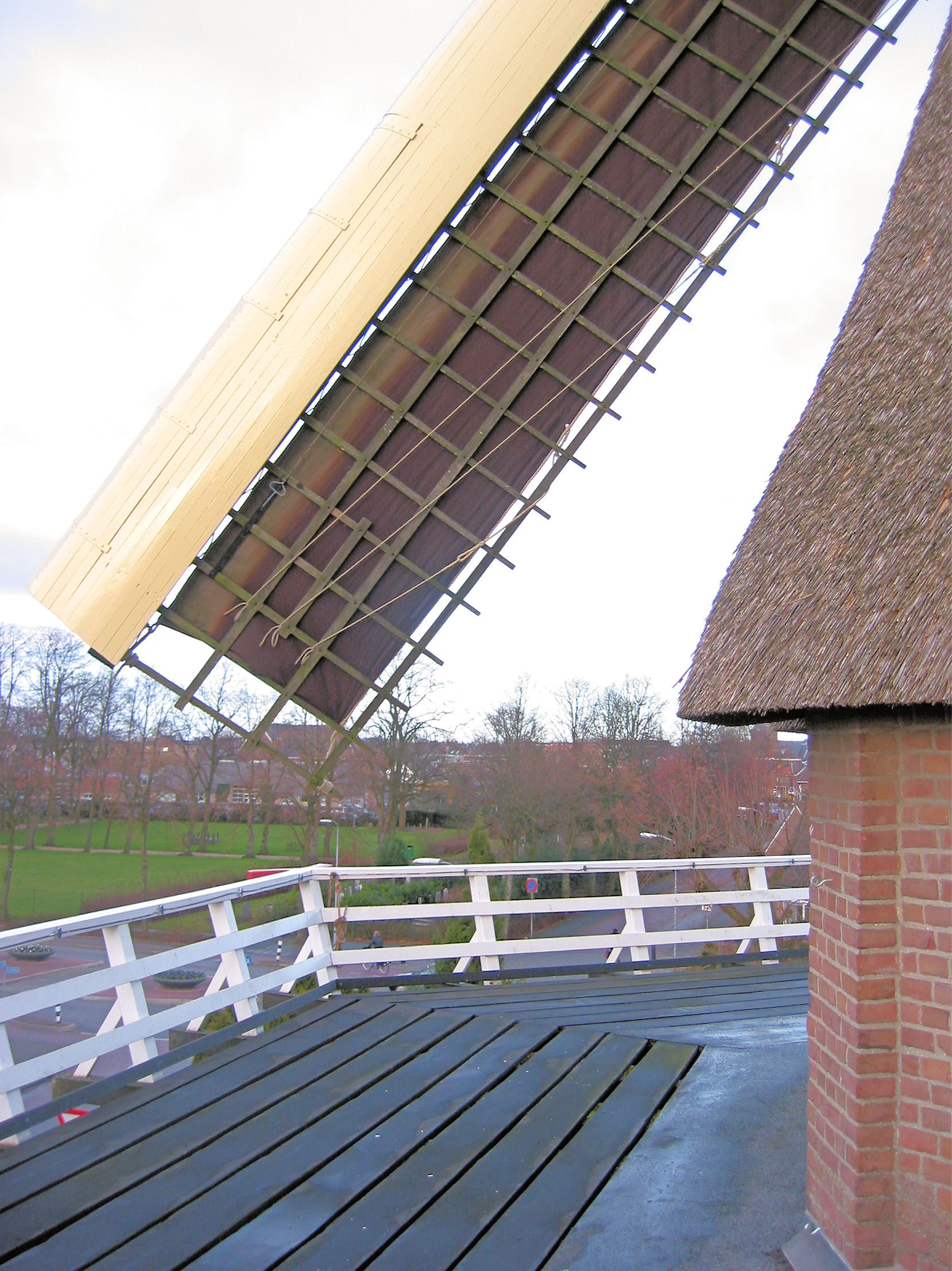
Stelling en achterzijde wiek
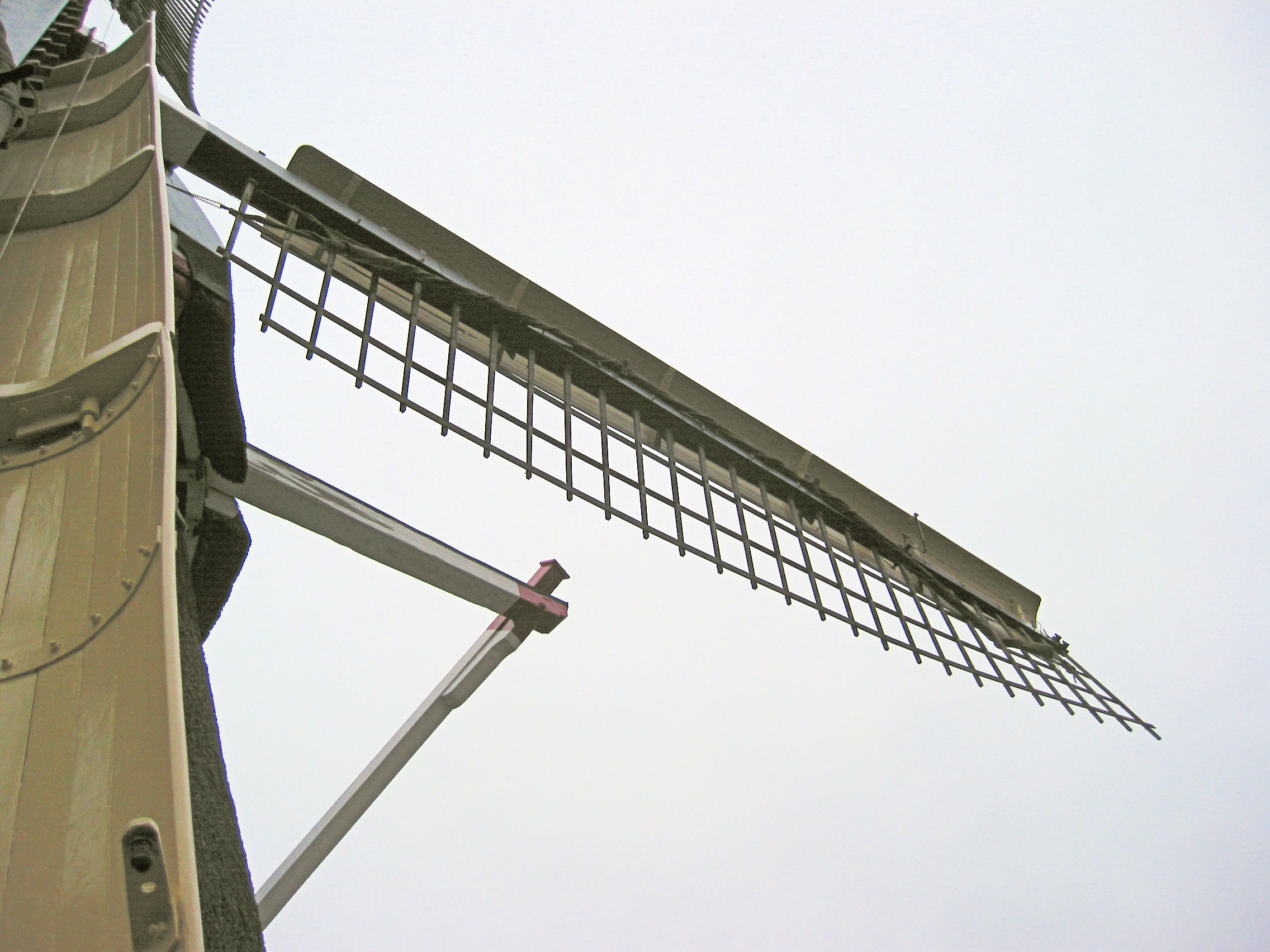
Zeeg
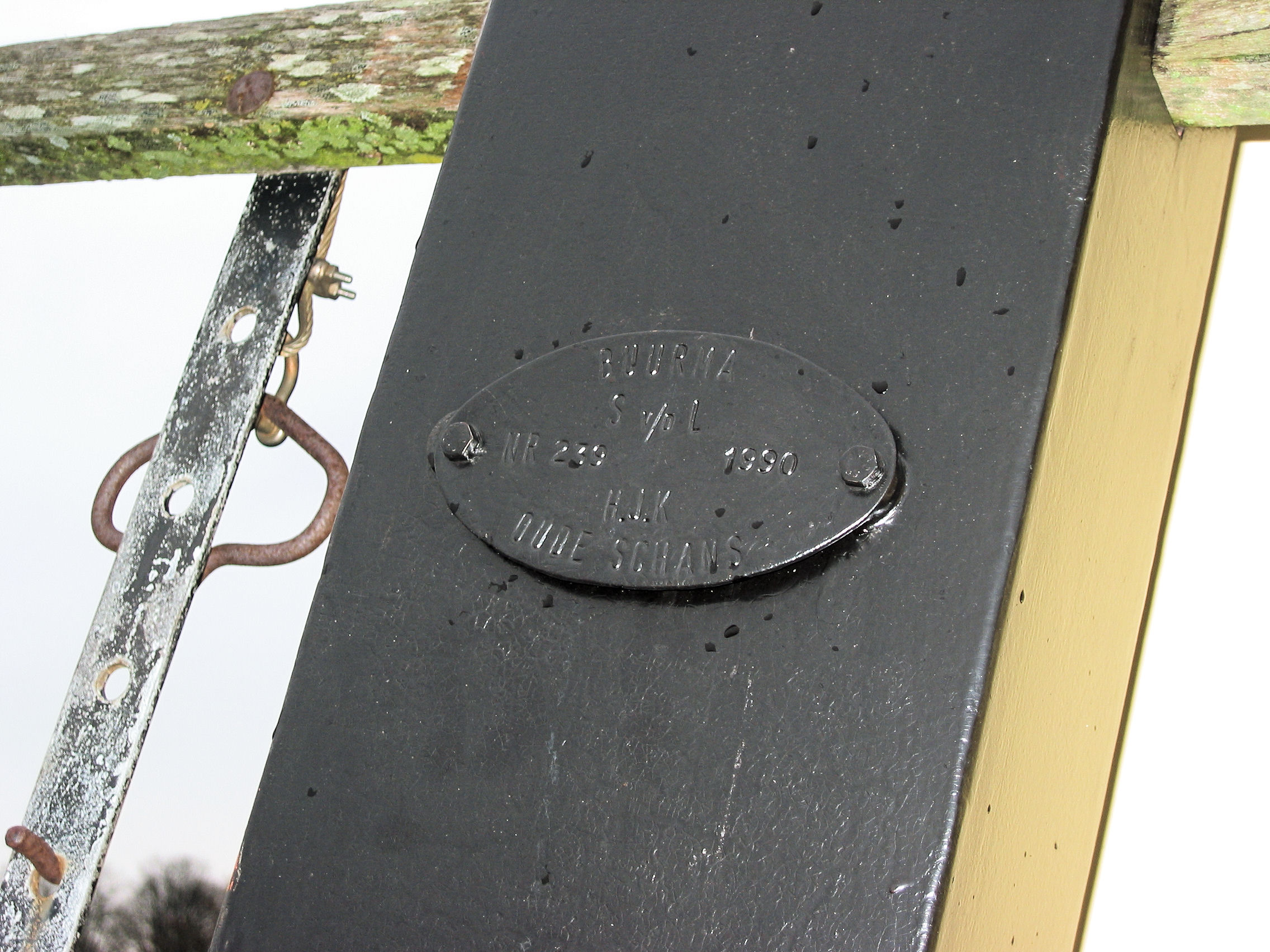
Merkplaatje buitenroe met aan de linkerkant een ijzeren strip met gaatjes voor het instellen van de remklep
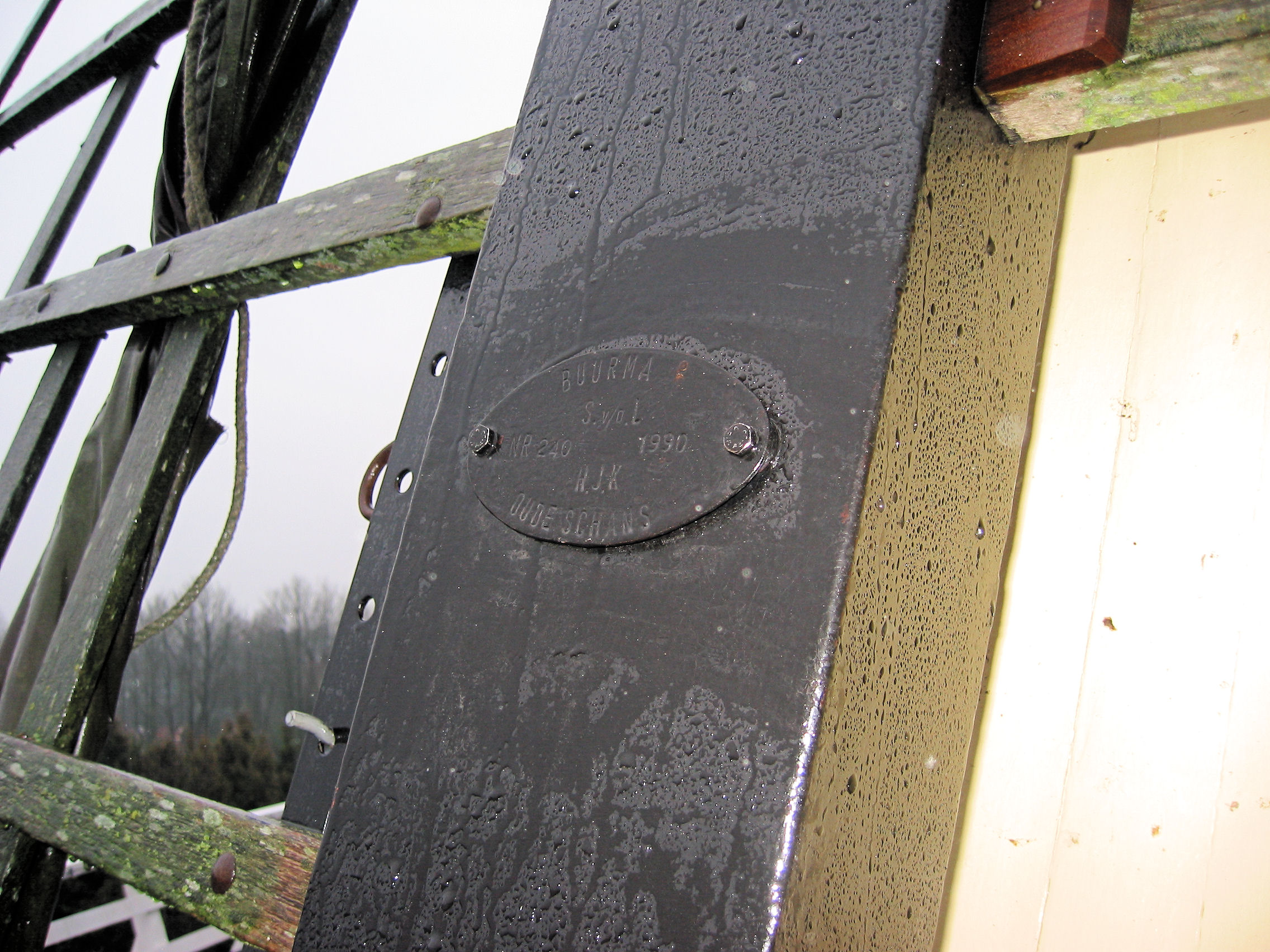
Merkplaatje binnenroe
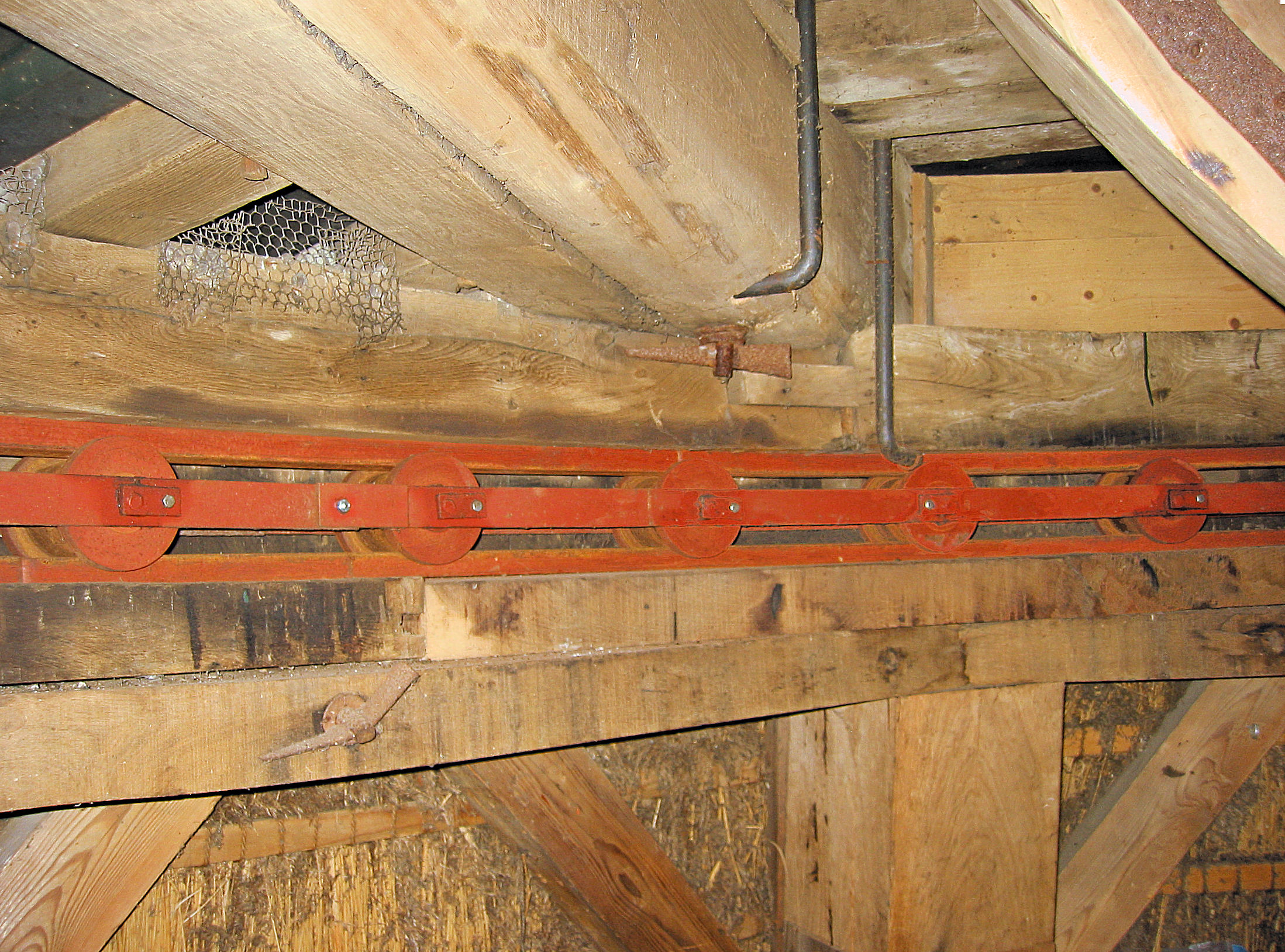
Engels kruiwerk
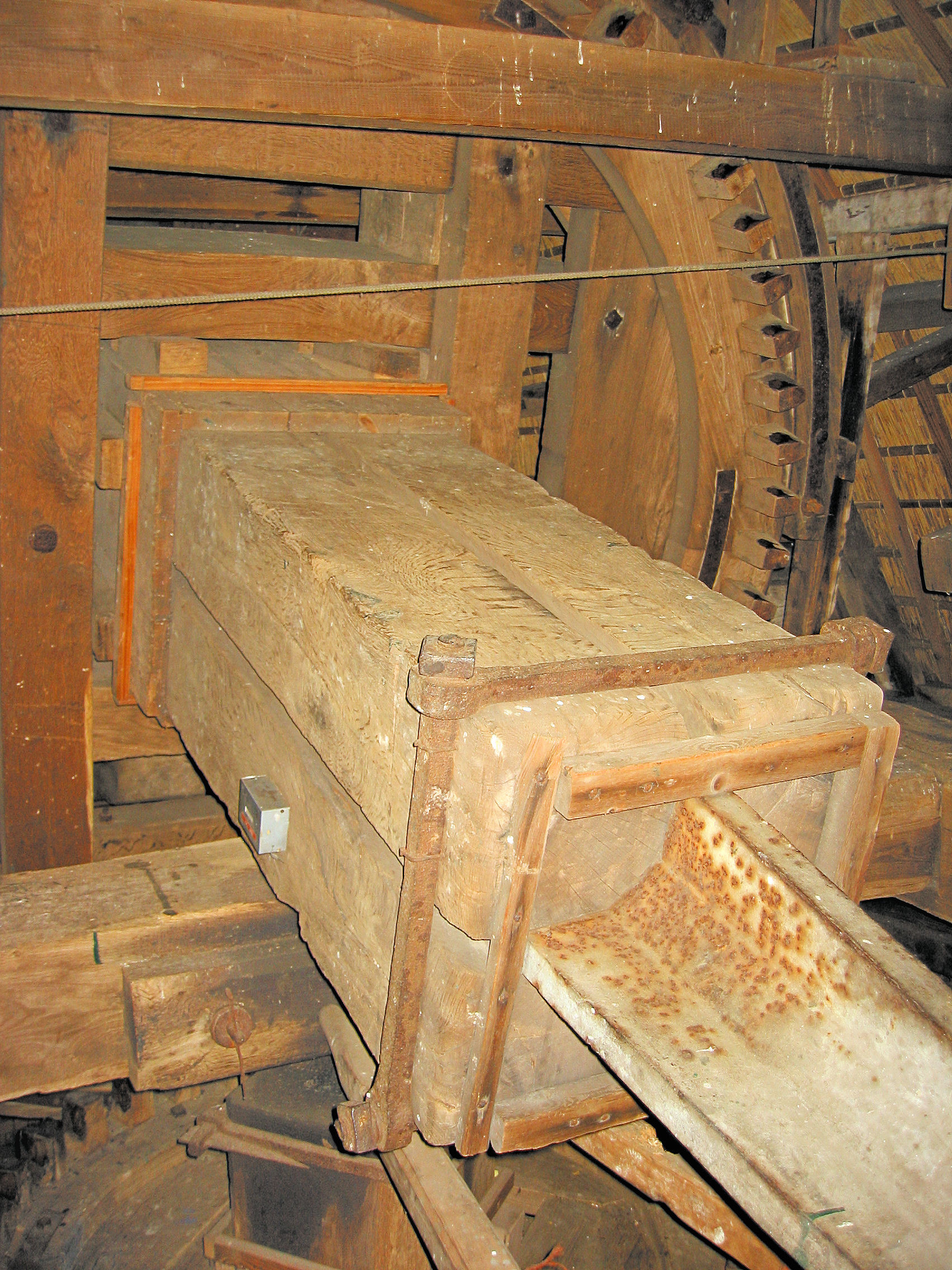
Ingepakte bovenas
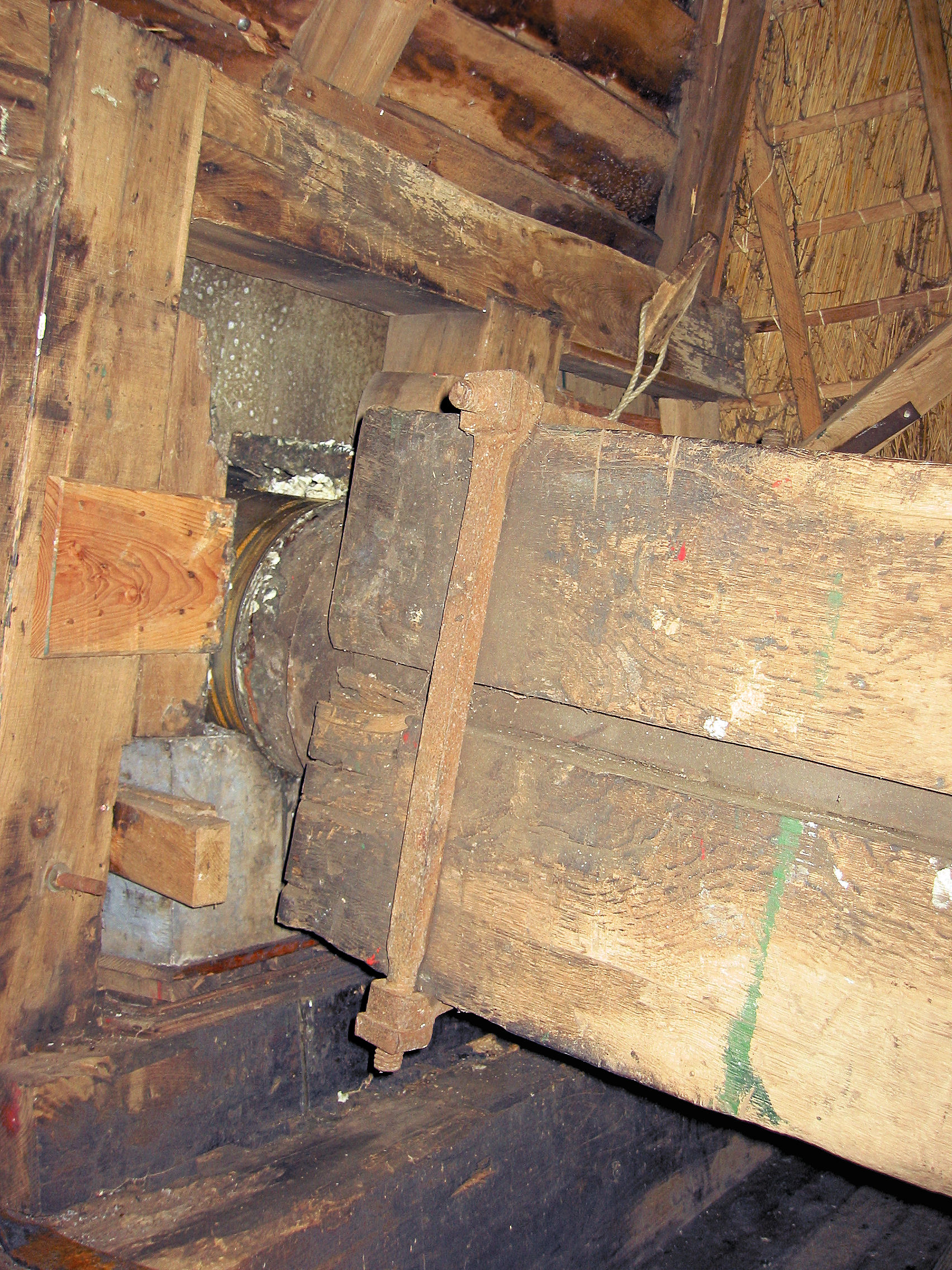
Halslager
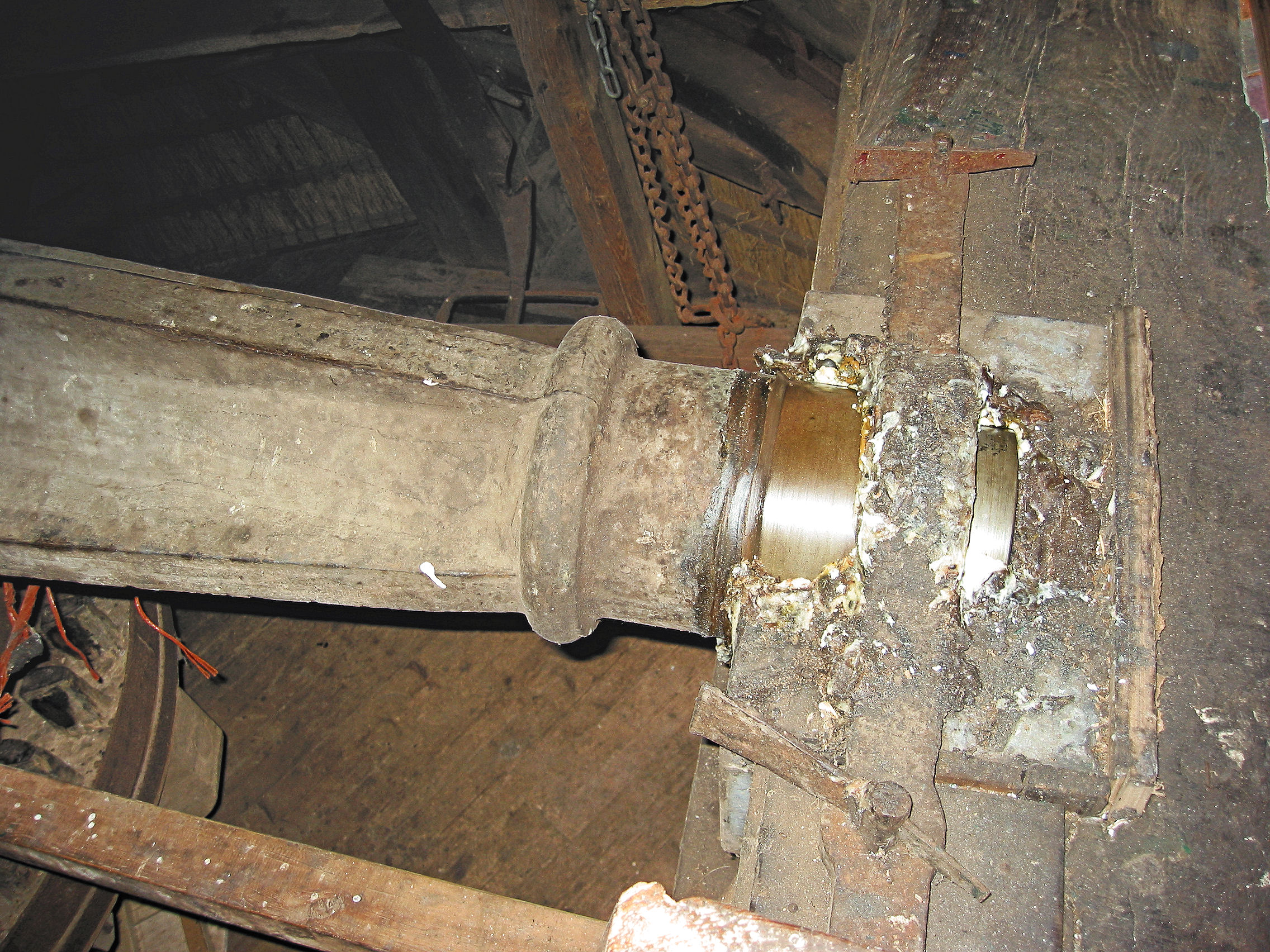
Bovenaspen
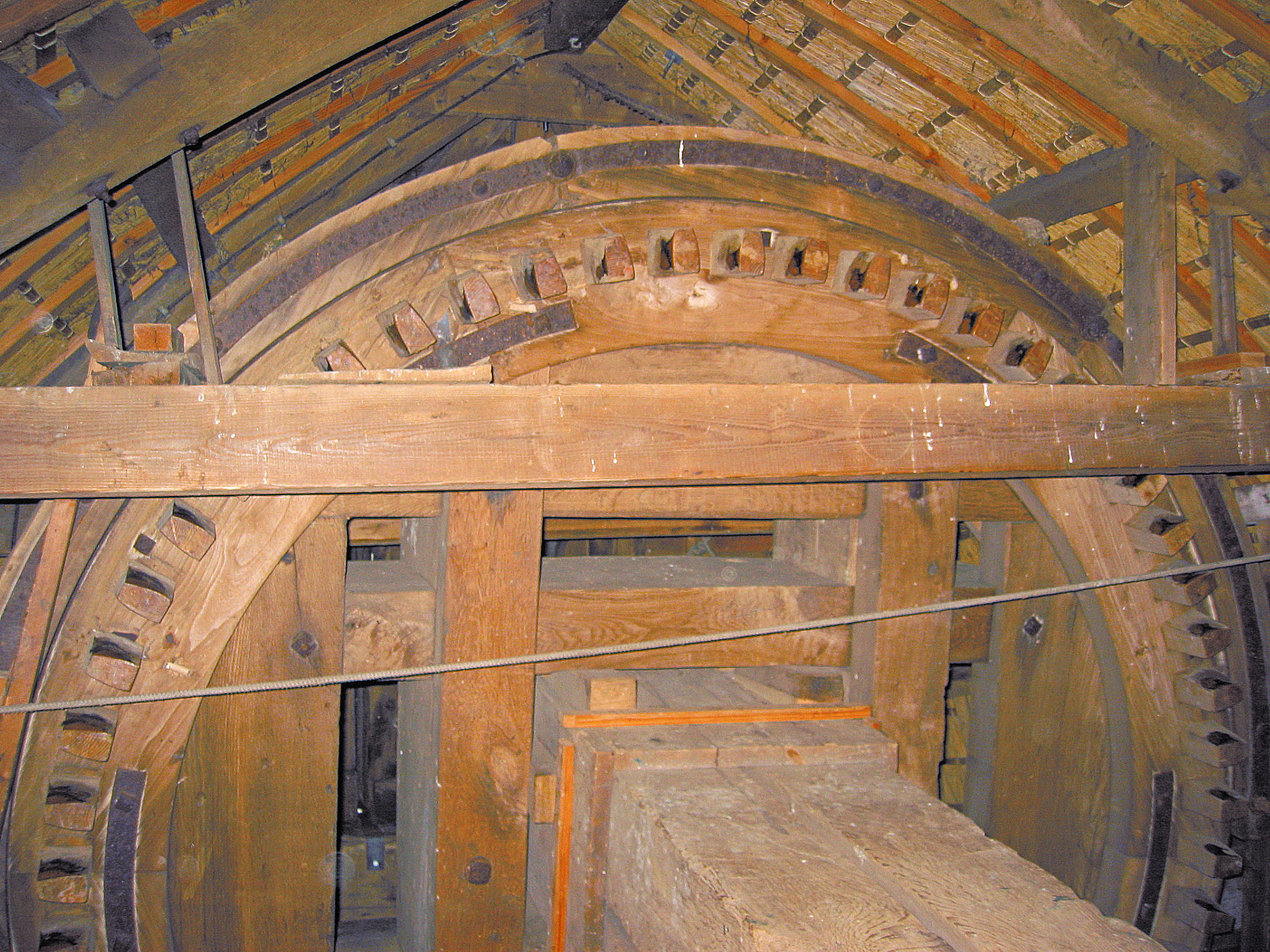
Bovenwiel
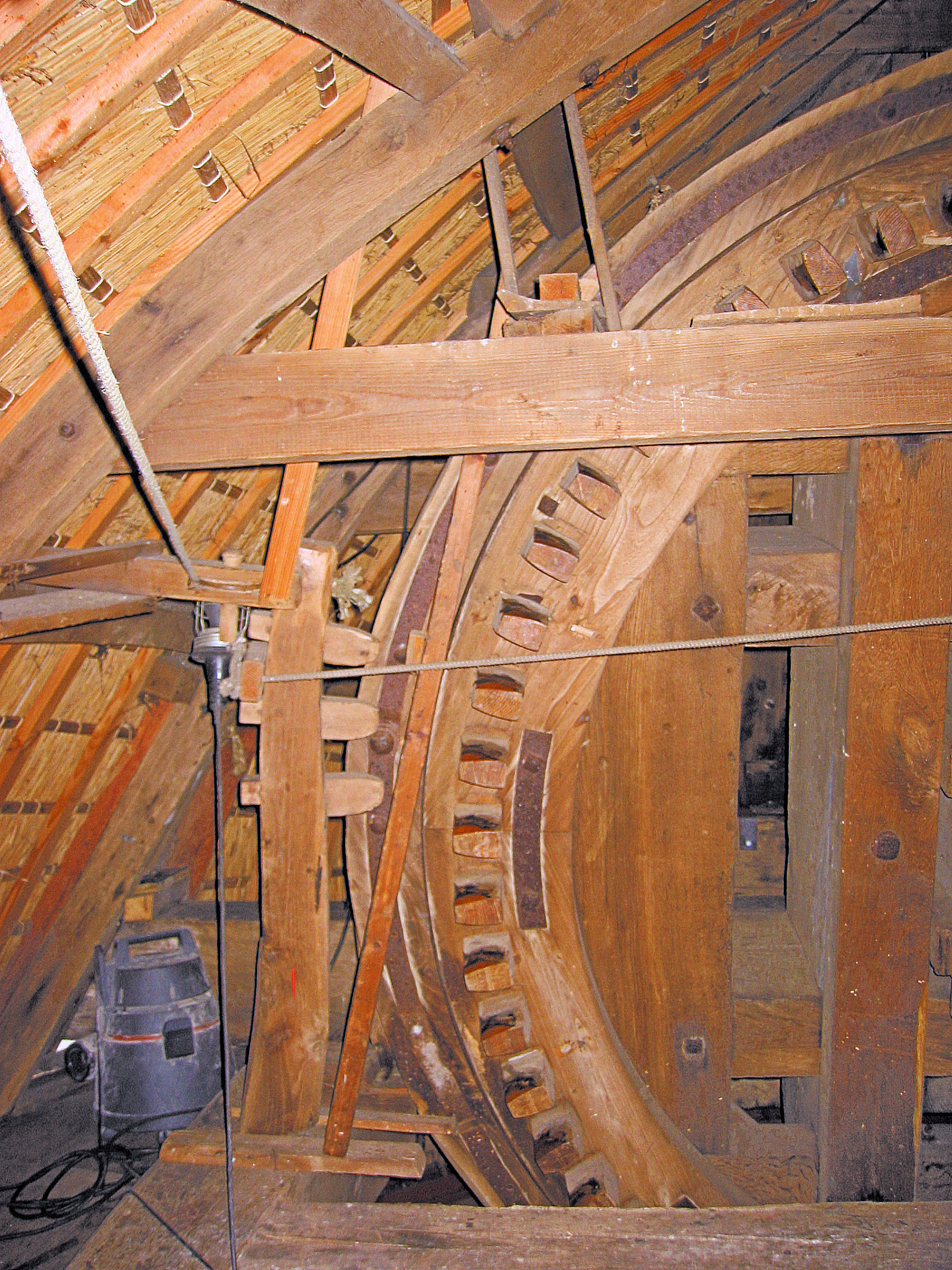
Pal met bovenwiel
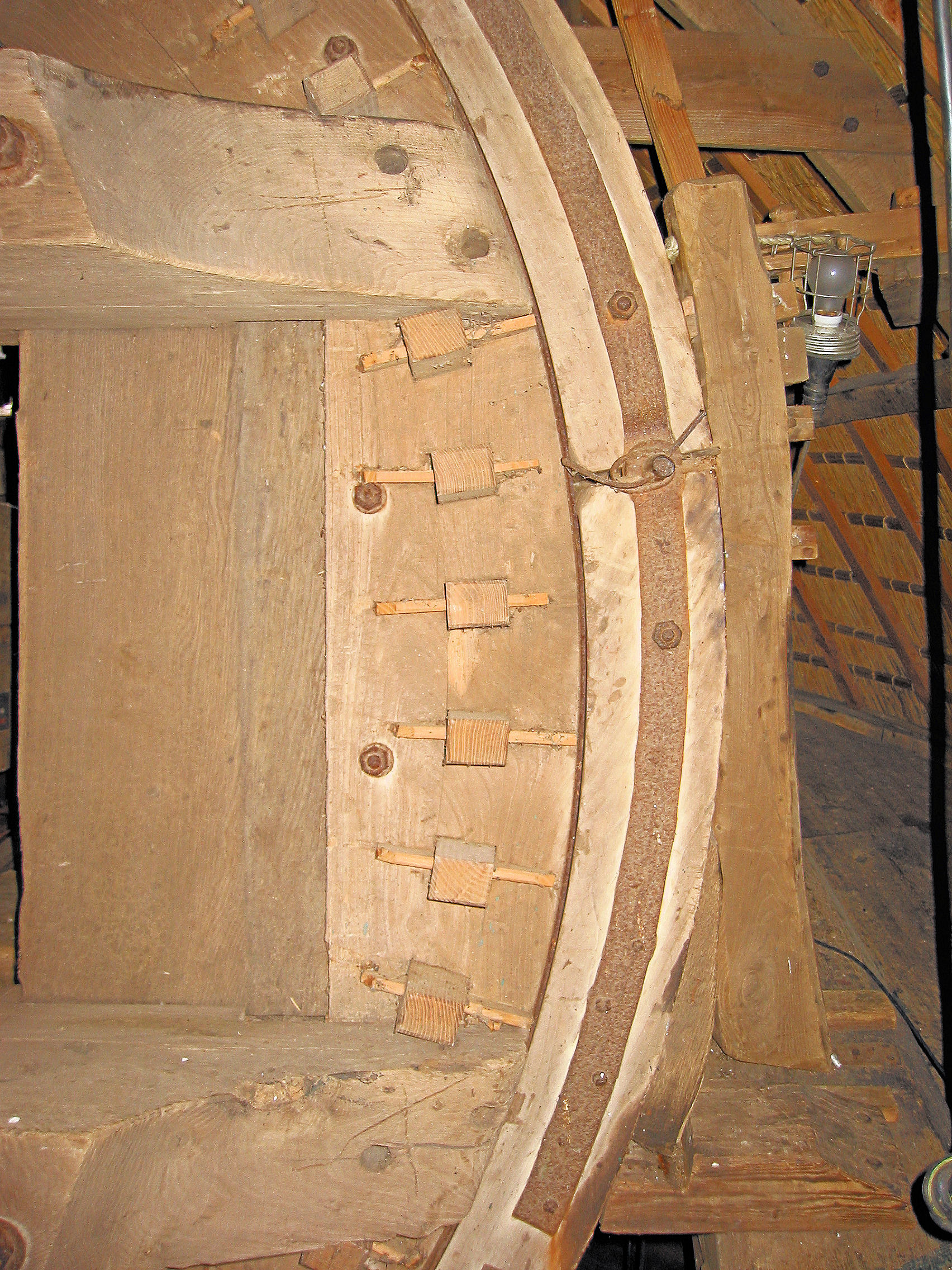
Achterkant bovenwiel en vangrust met rijklamp
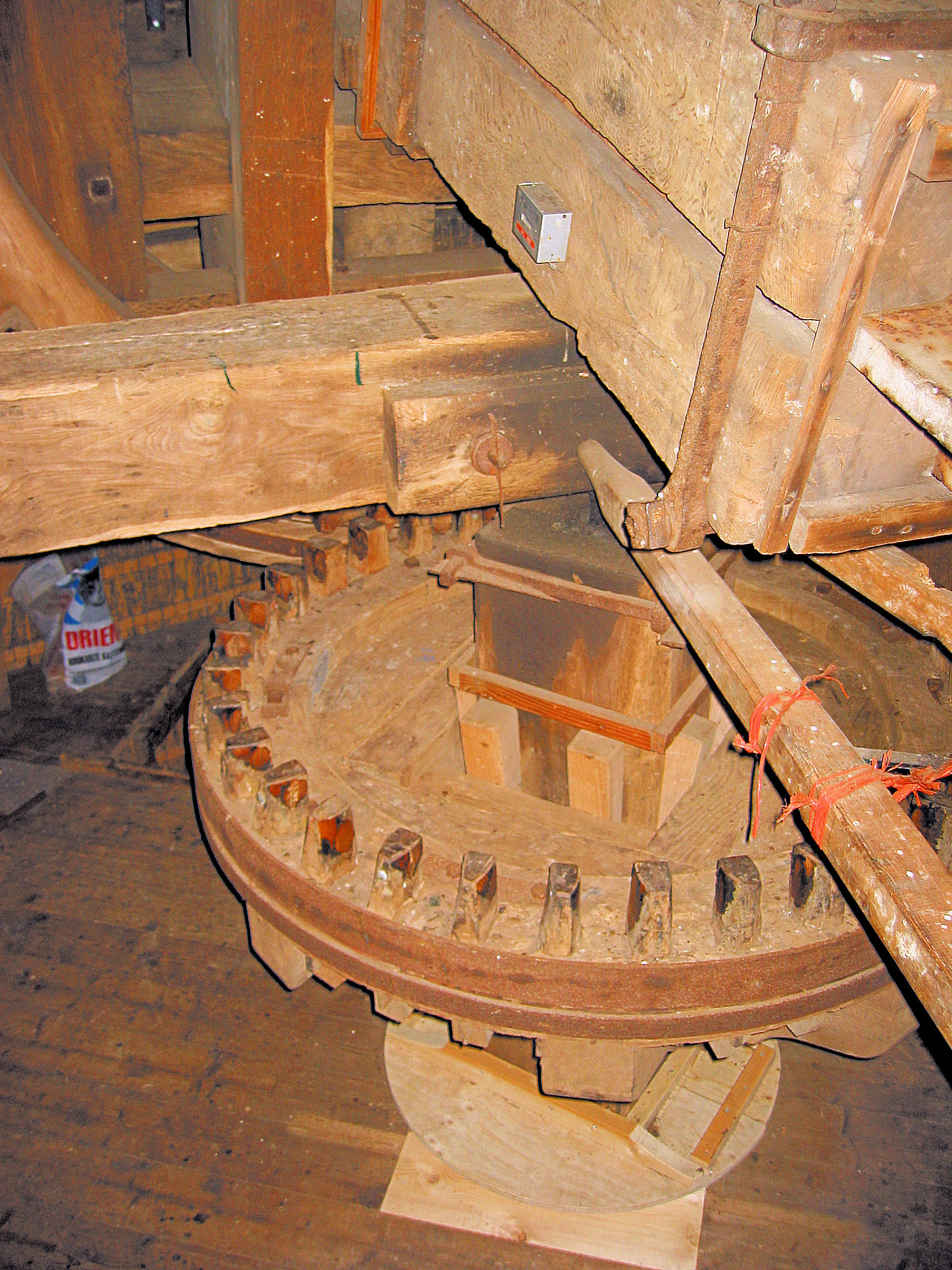
Bonkelaar
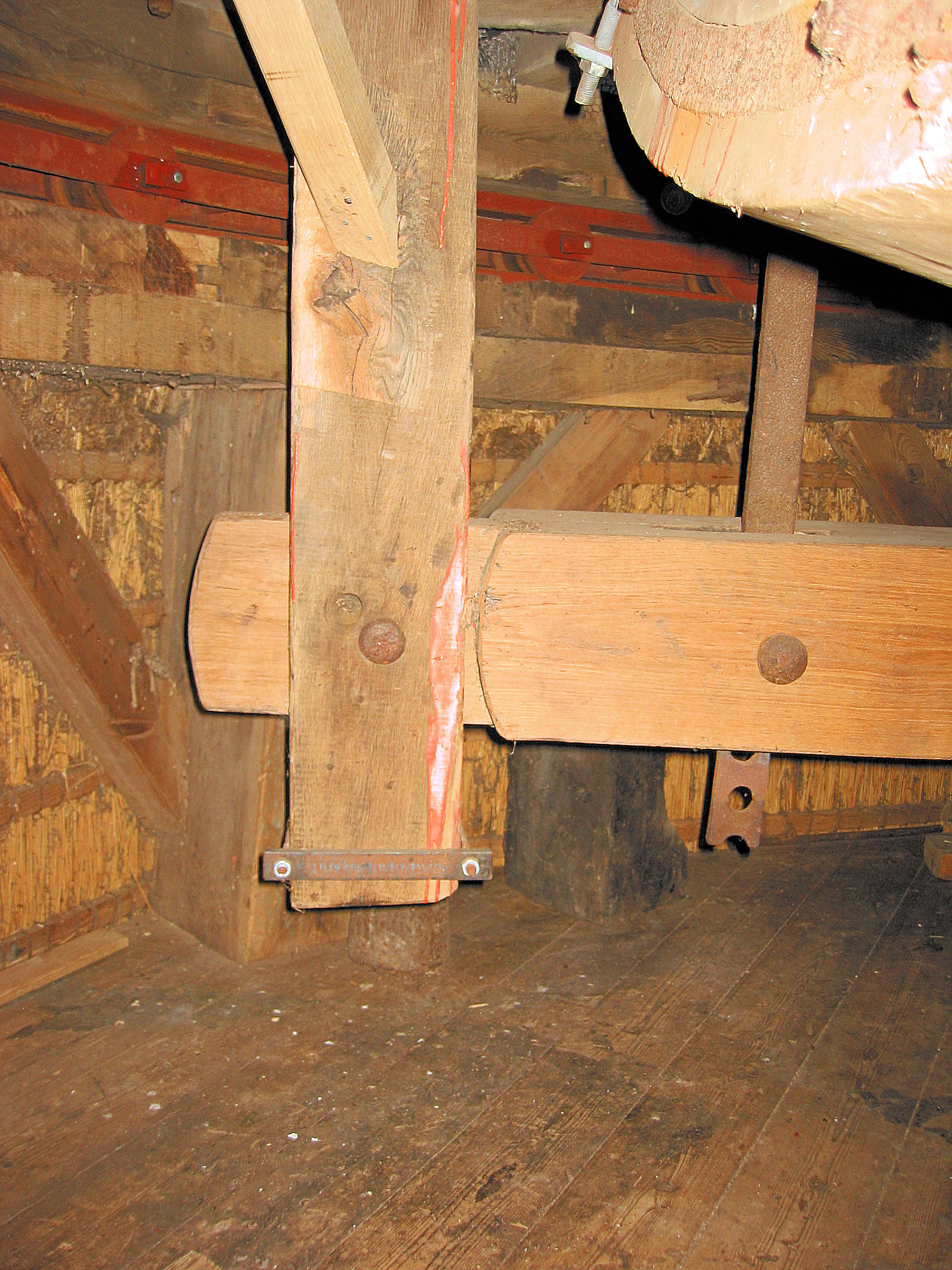
Ezel met vangbalk
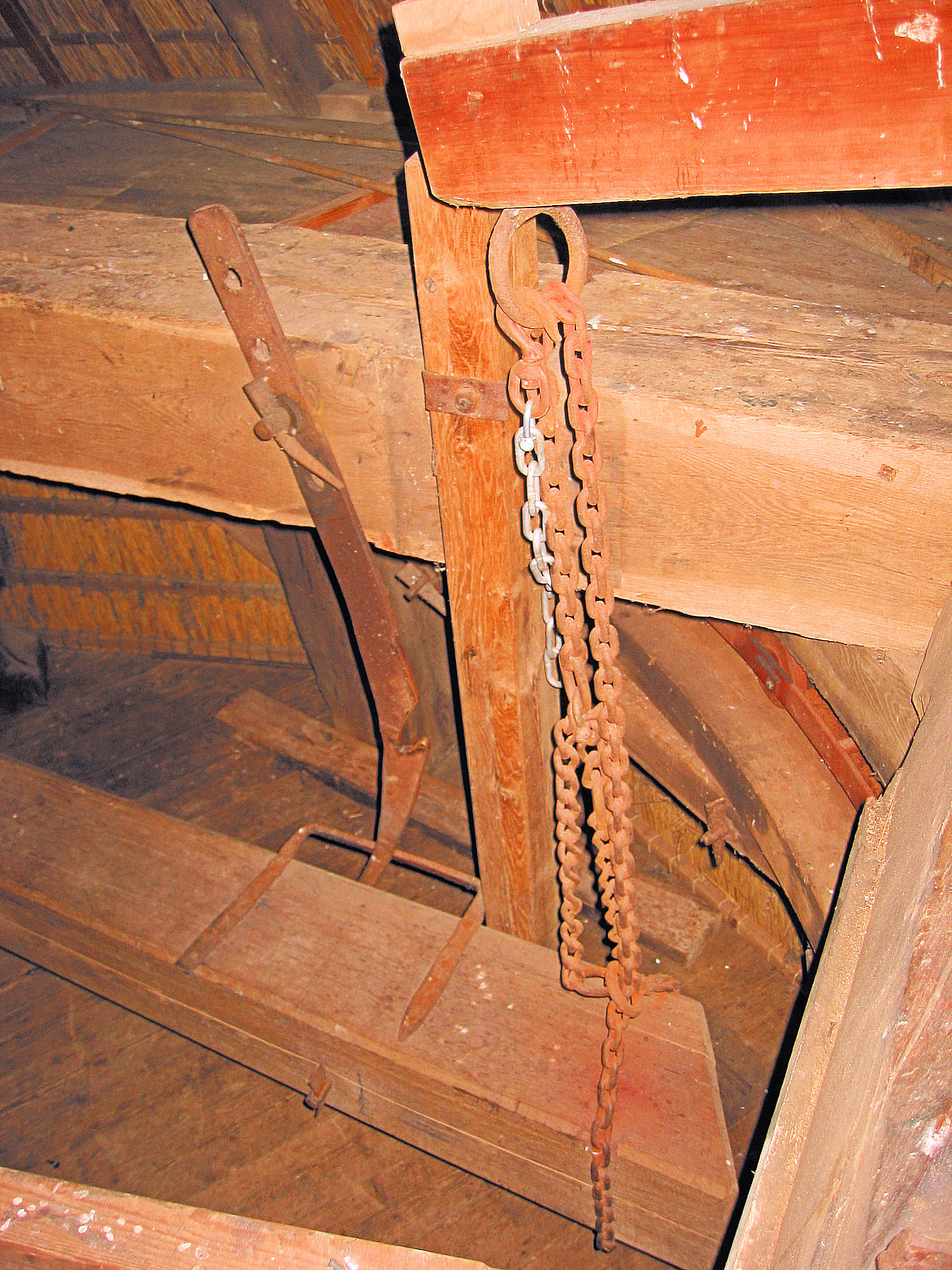
Vangbalk
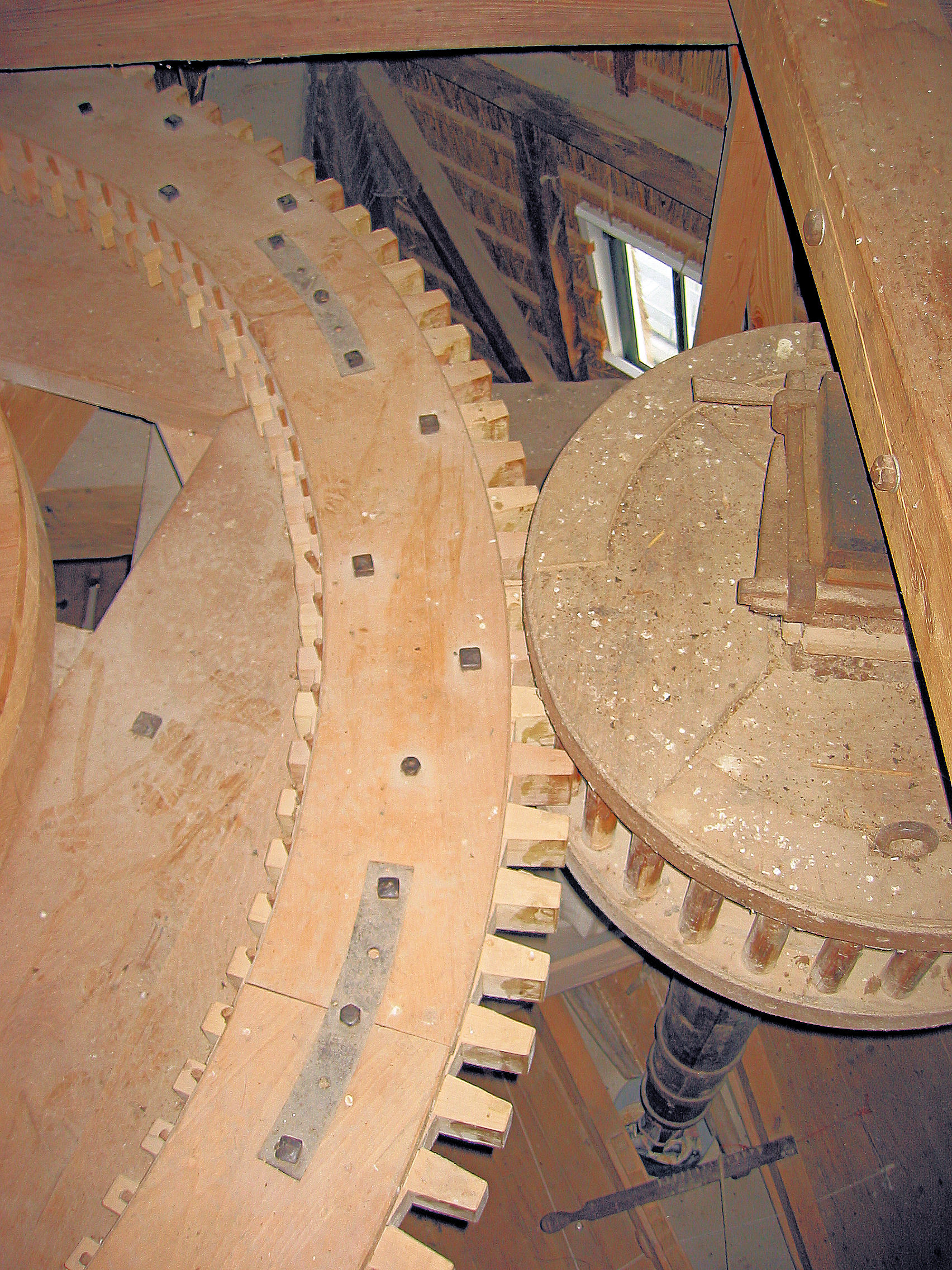
Spoorwiel met steenrondsel
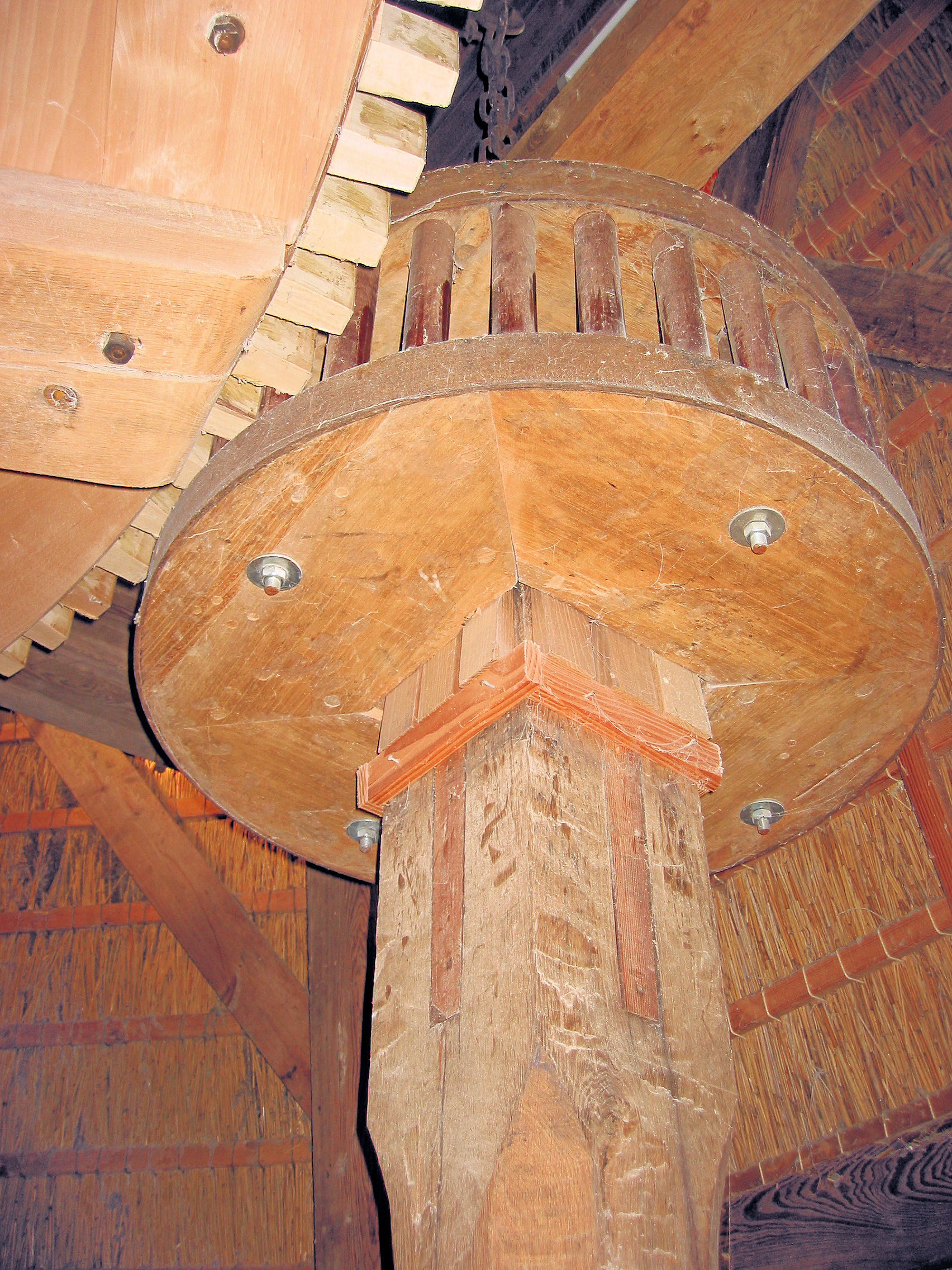
Spoorwiel met steenrondsel
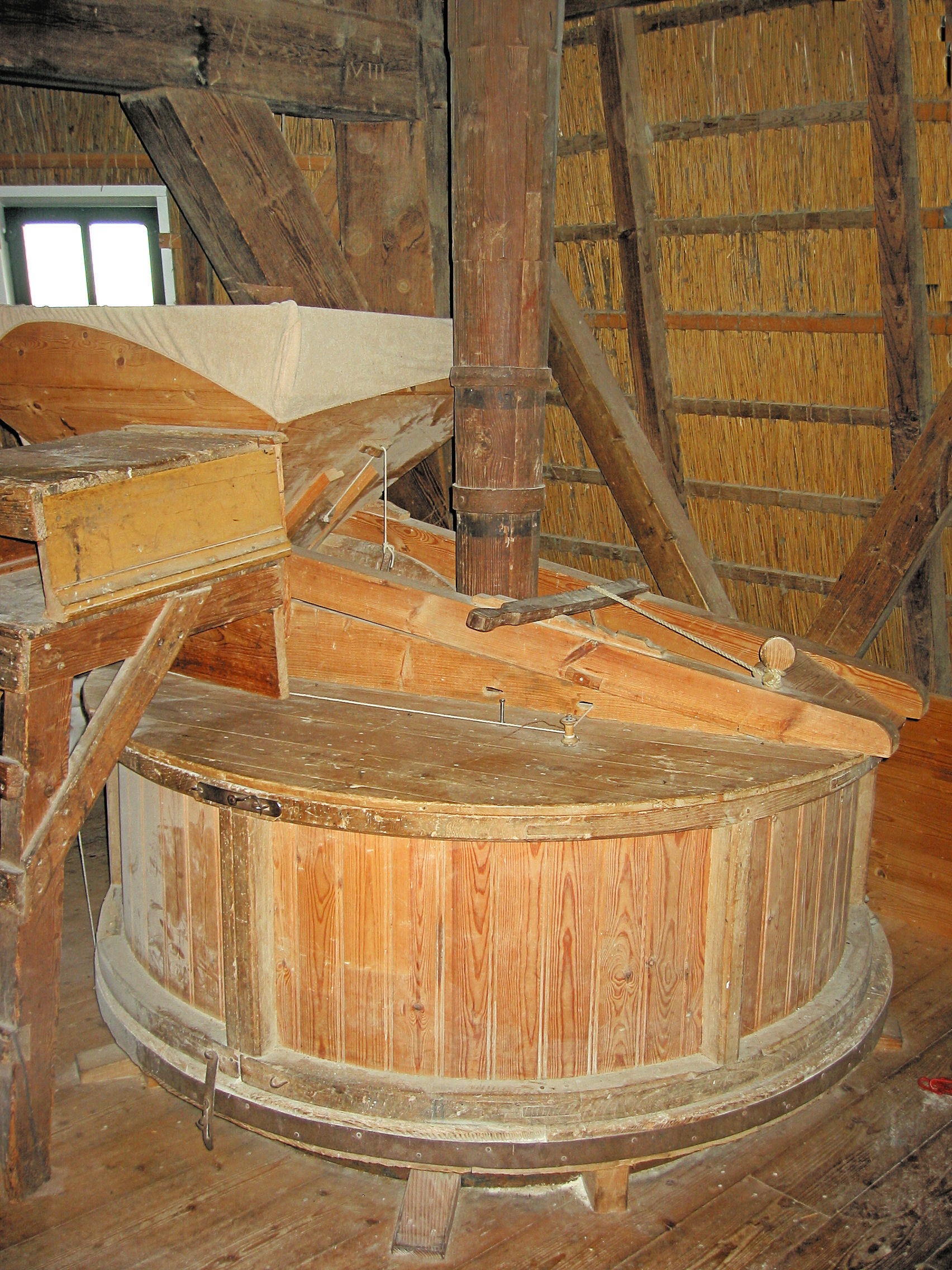
Maalstoel met consumptiekoppel
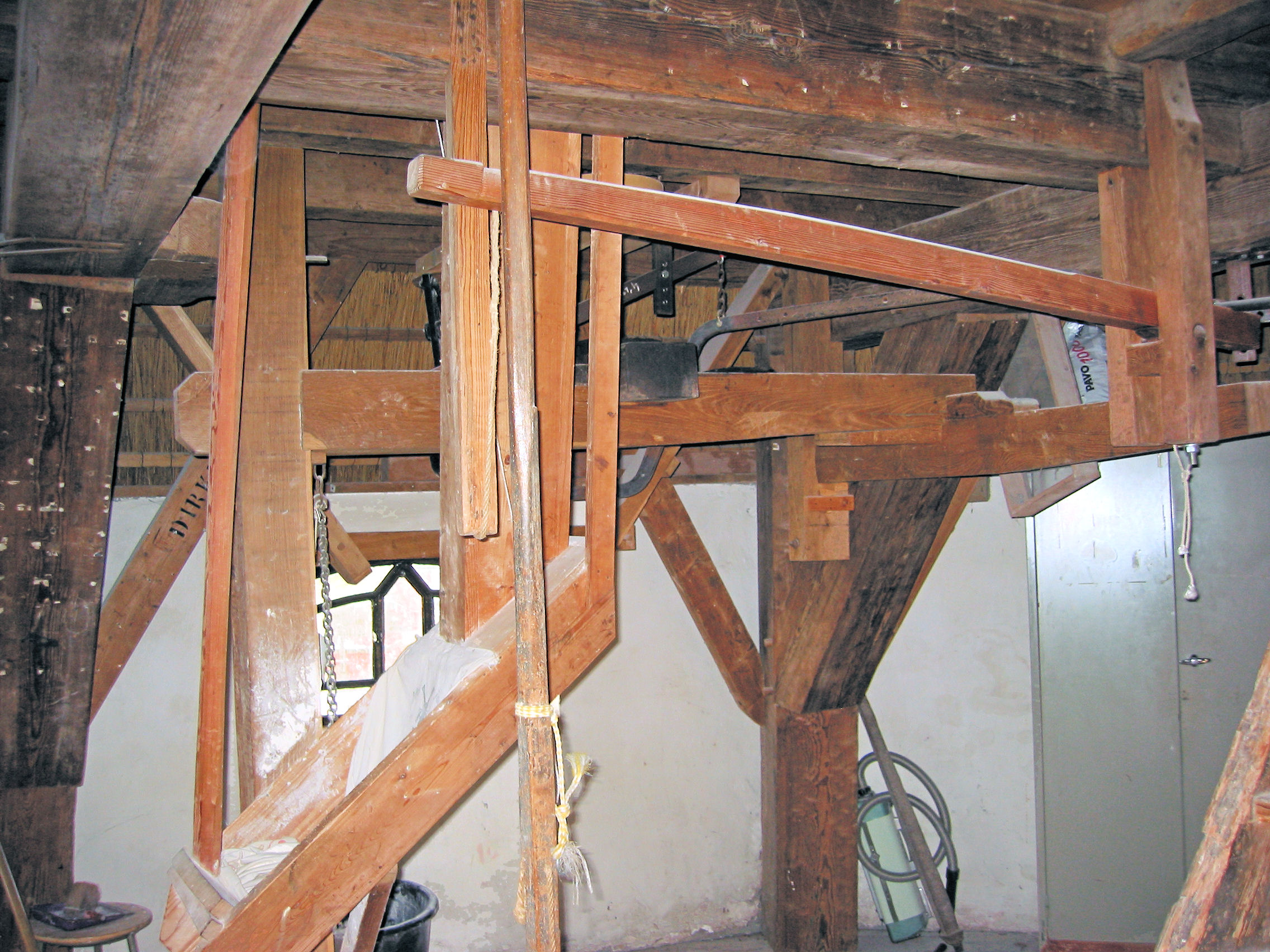
Paard consumptiekoppel
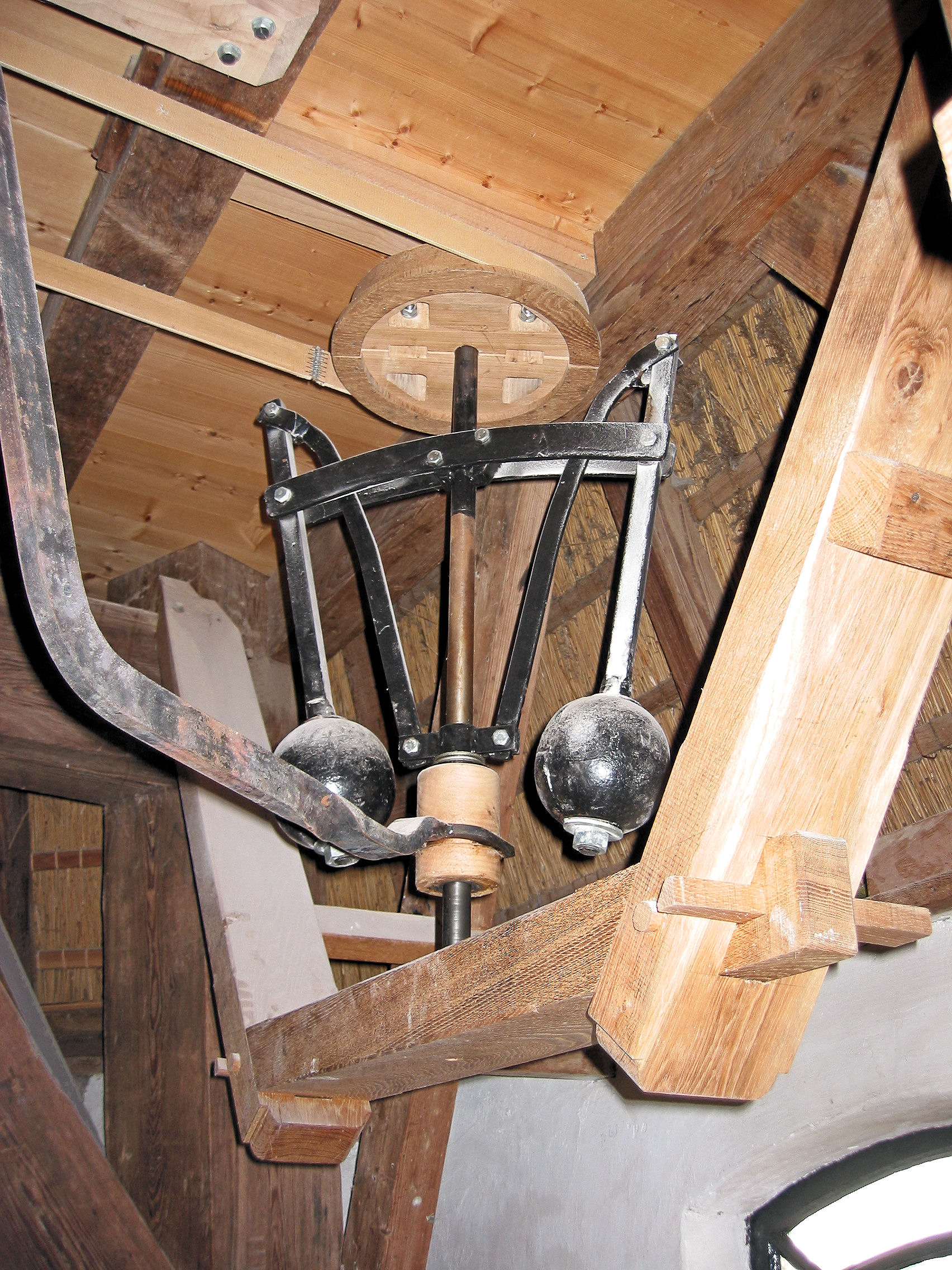
Regulateur consumptiekoppel
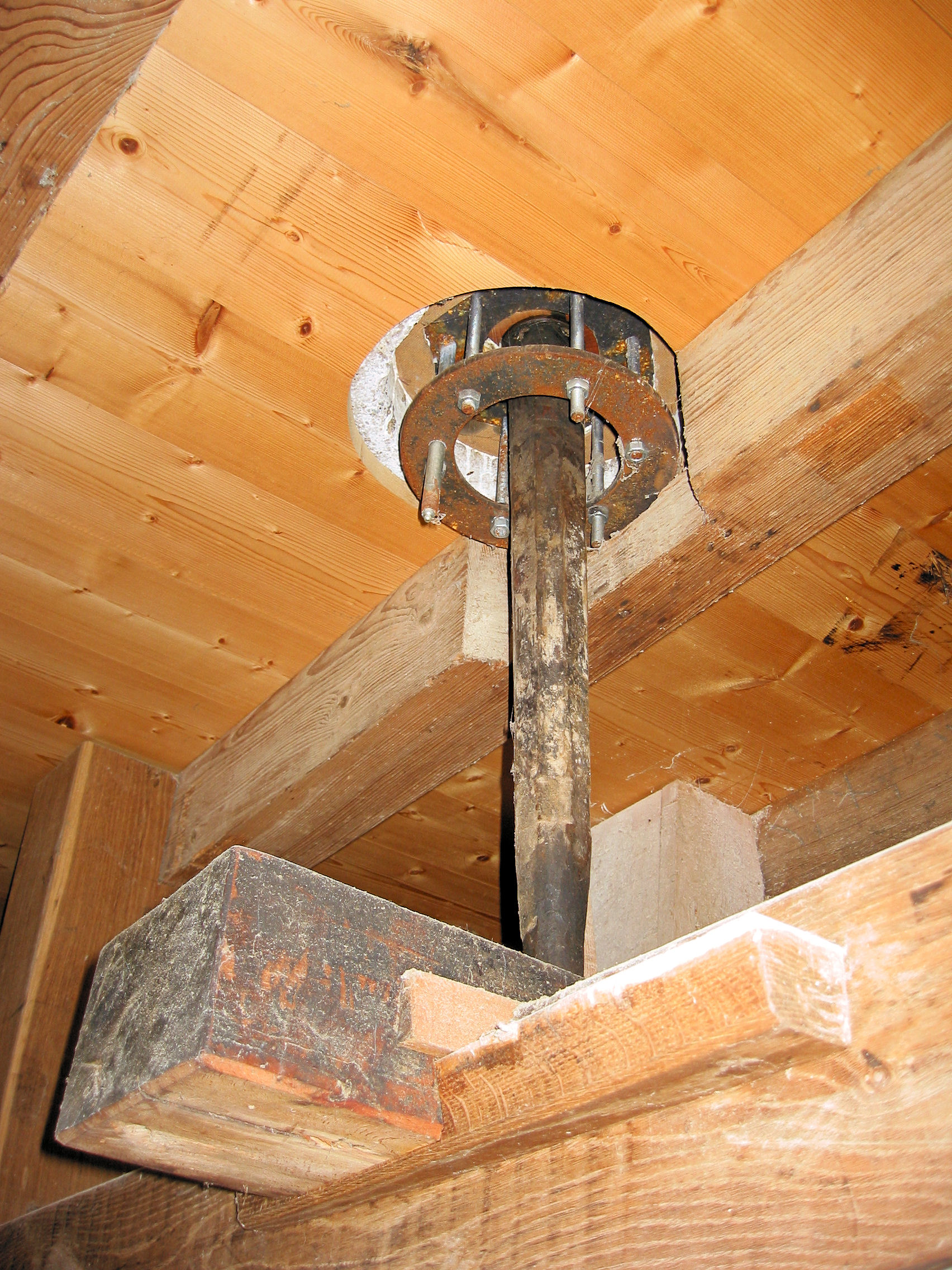
Bolspil consumptiekoppel
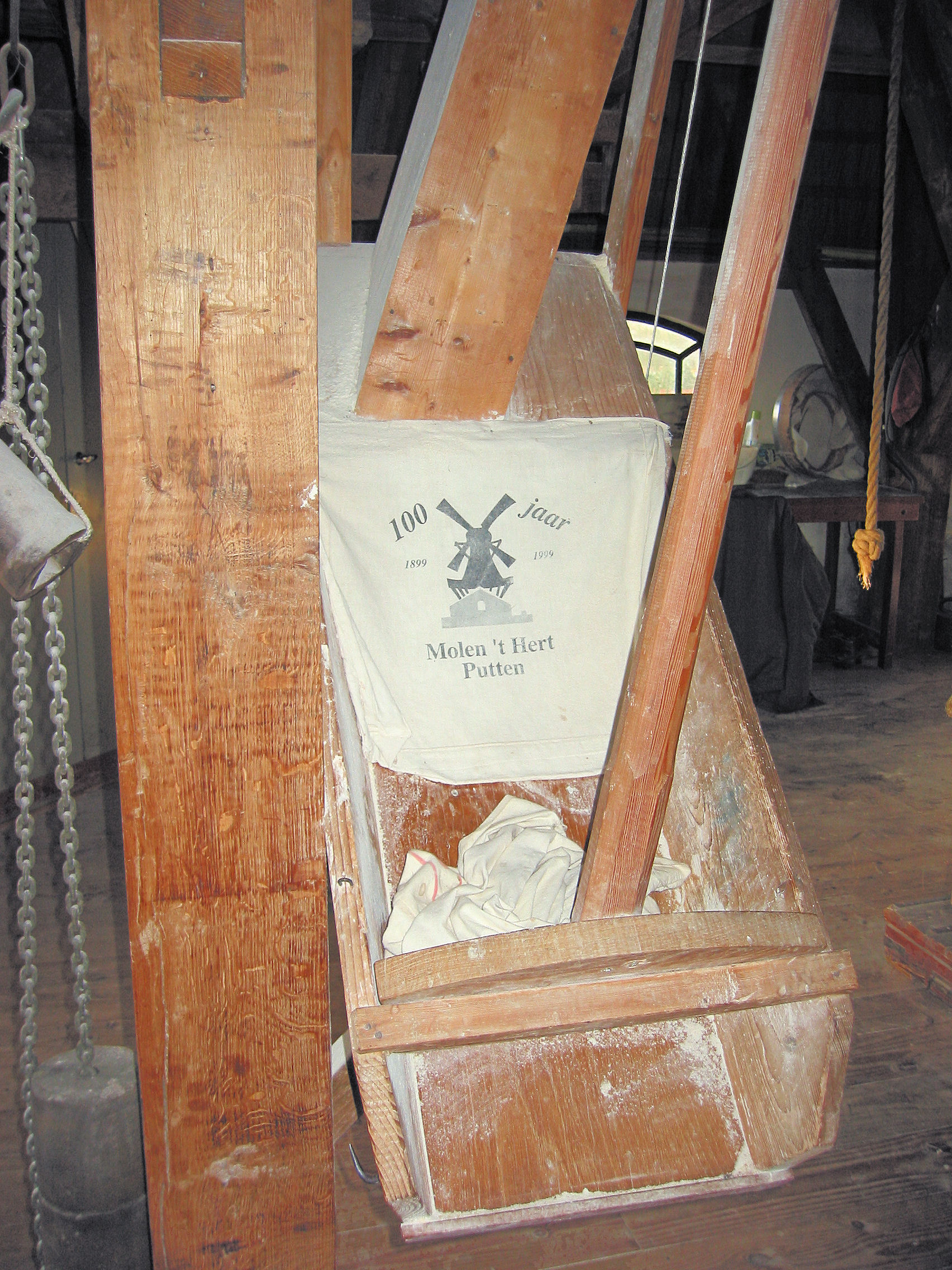
Meelbak consumptiekoppel
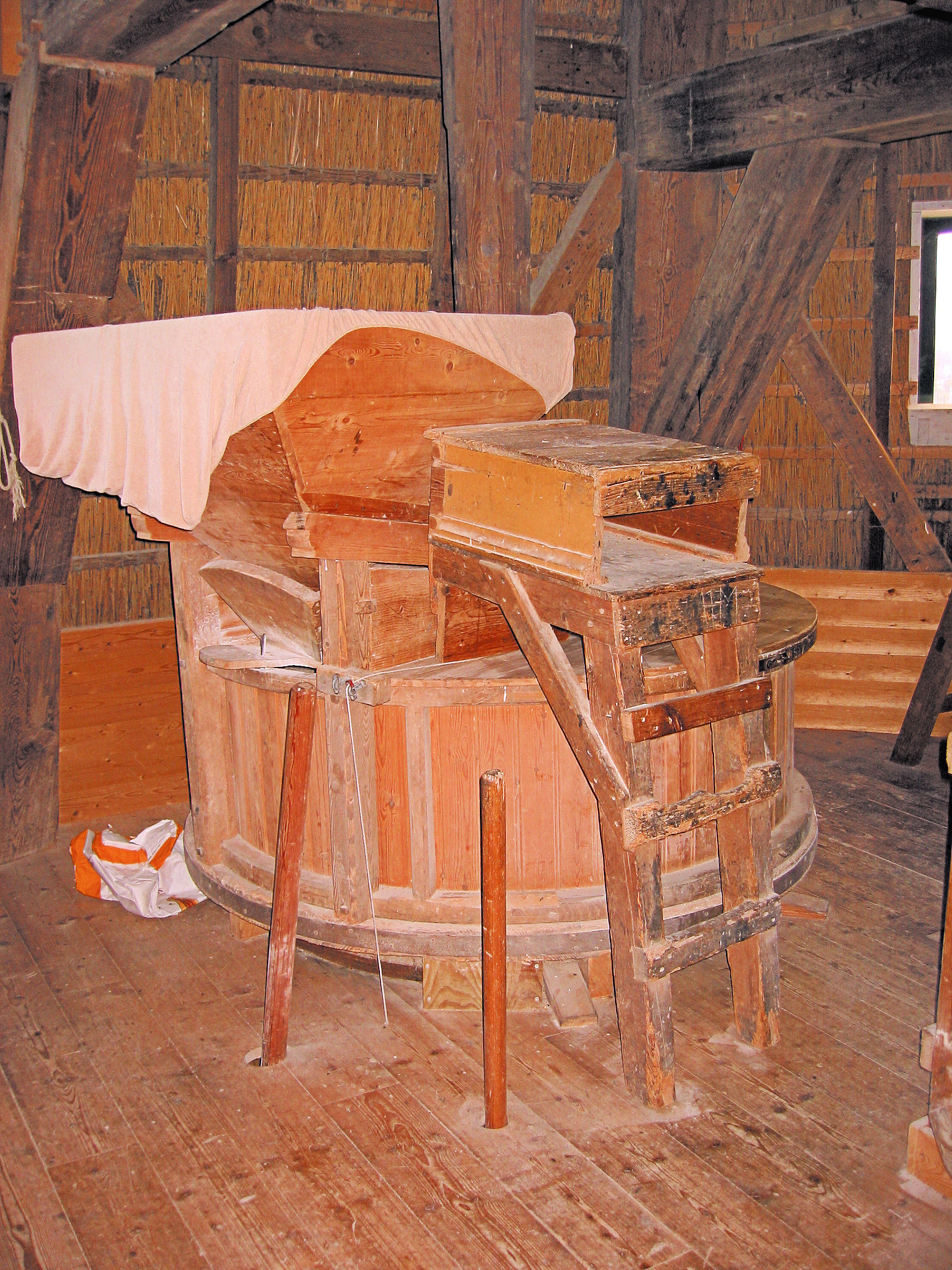
Maalstoel met veevoederkoppel
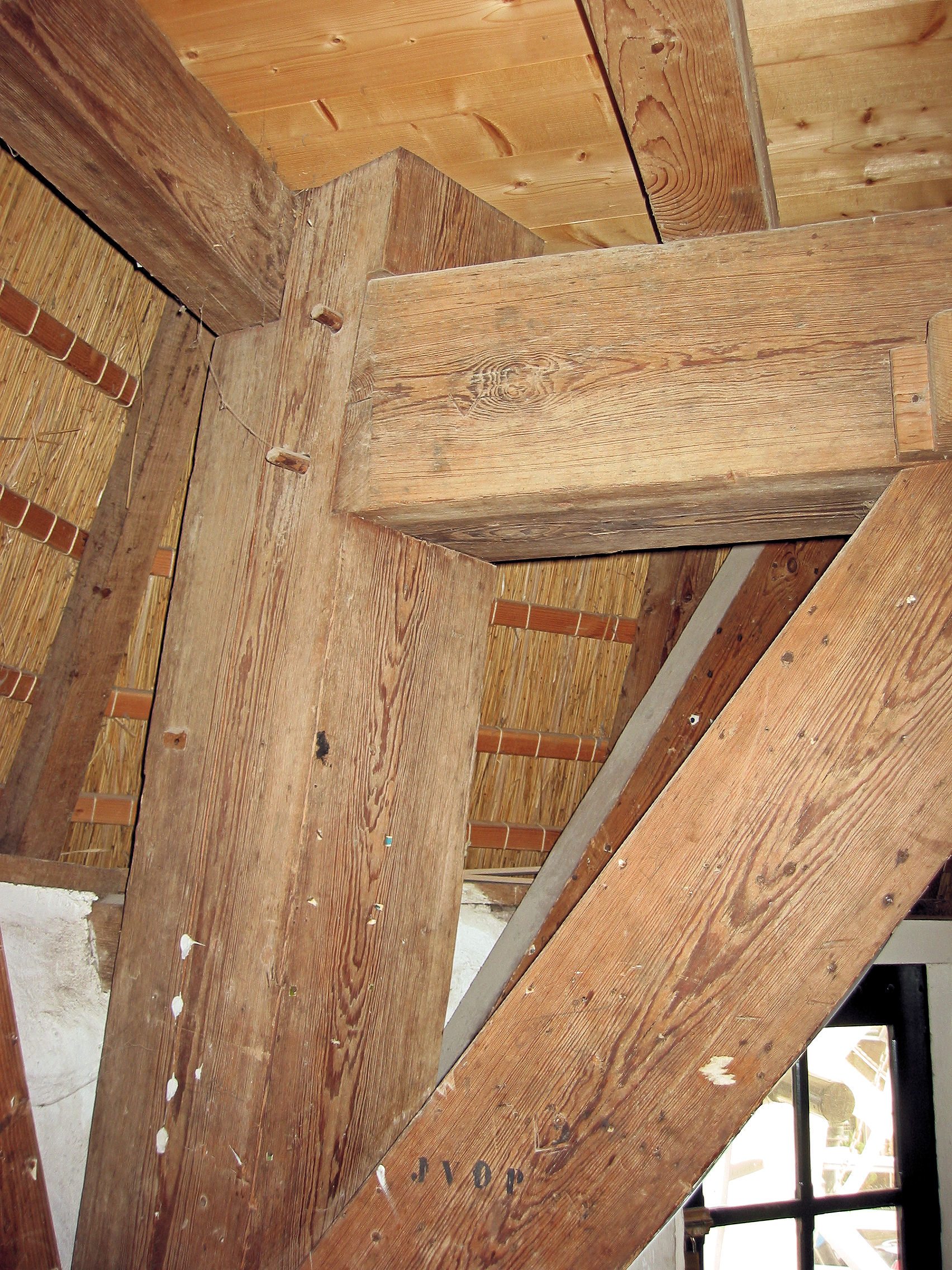
Achtkantstijl
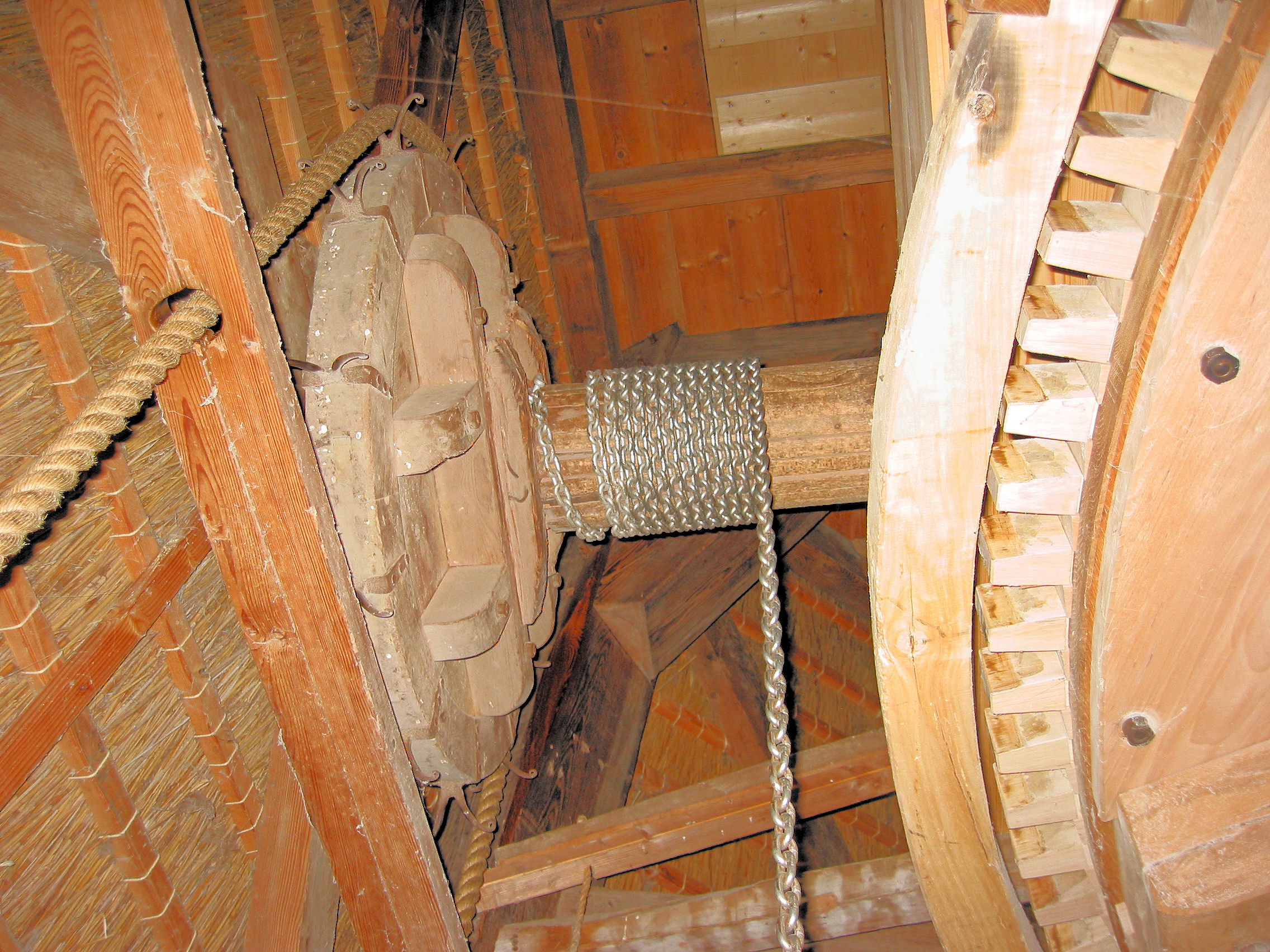
Luiwerk met gaffelwiel
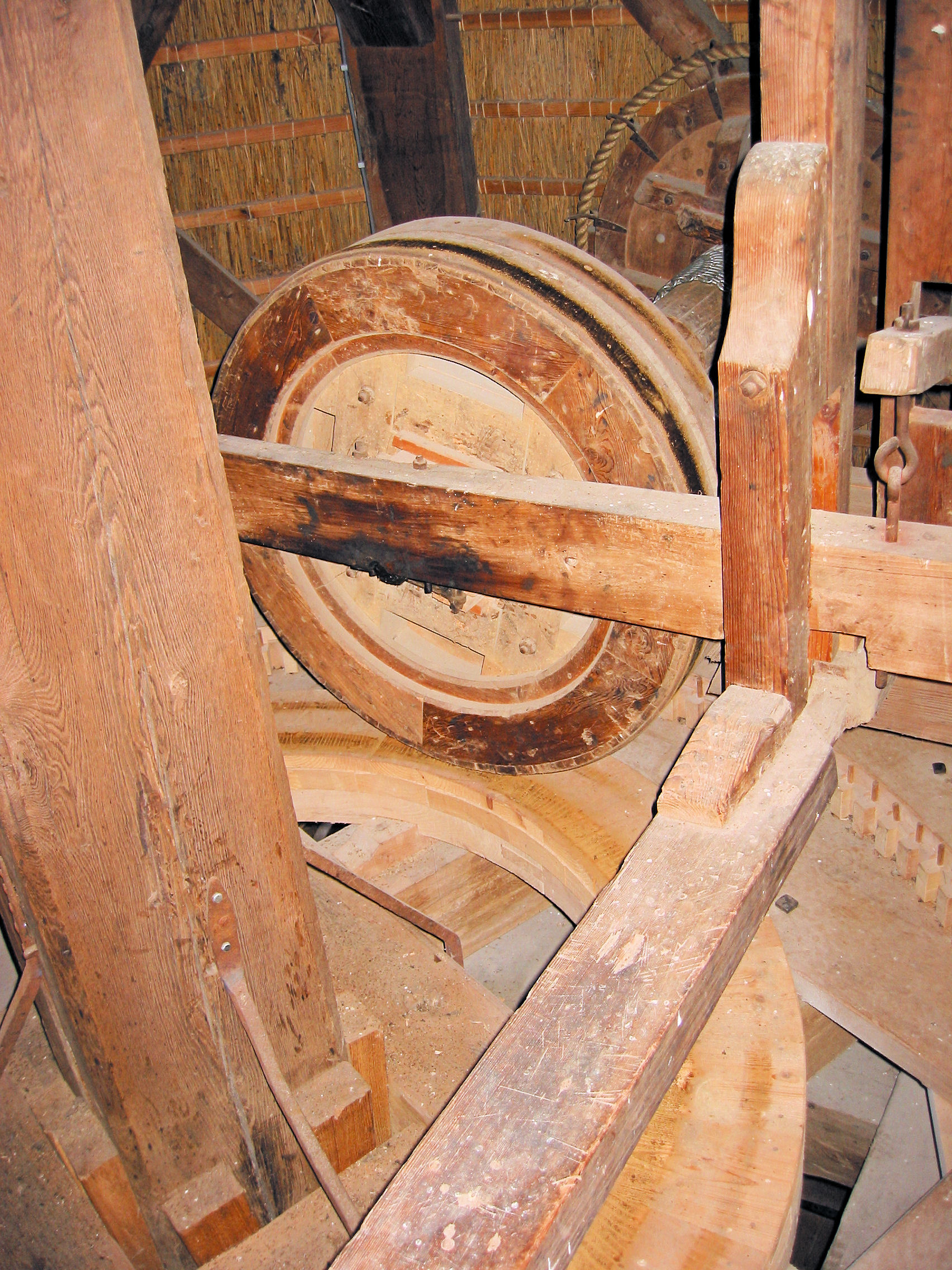
Luiwerk met luitafel op spoorwiel
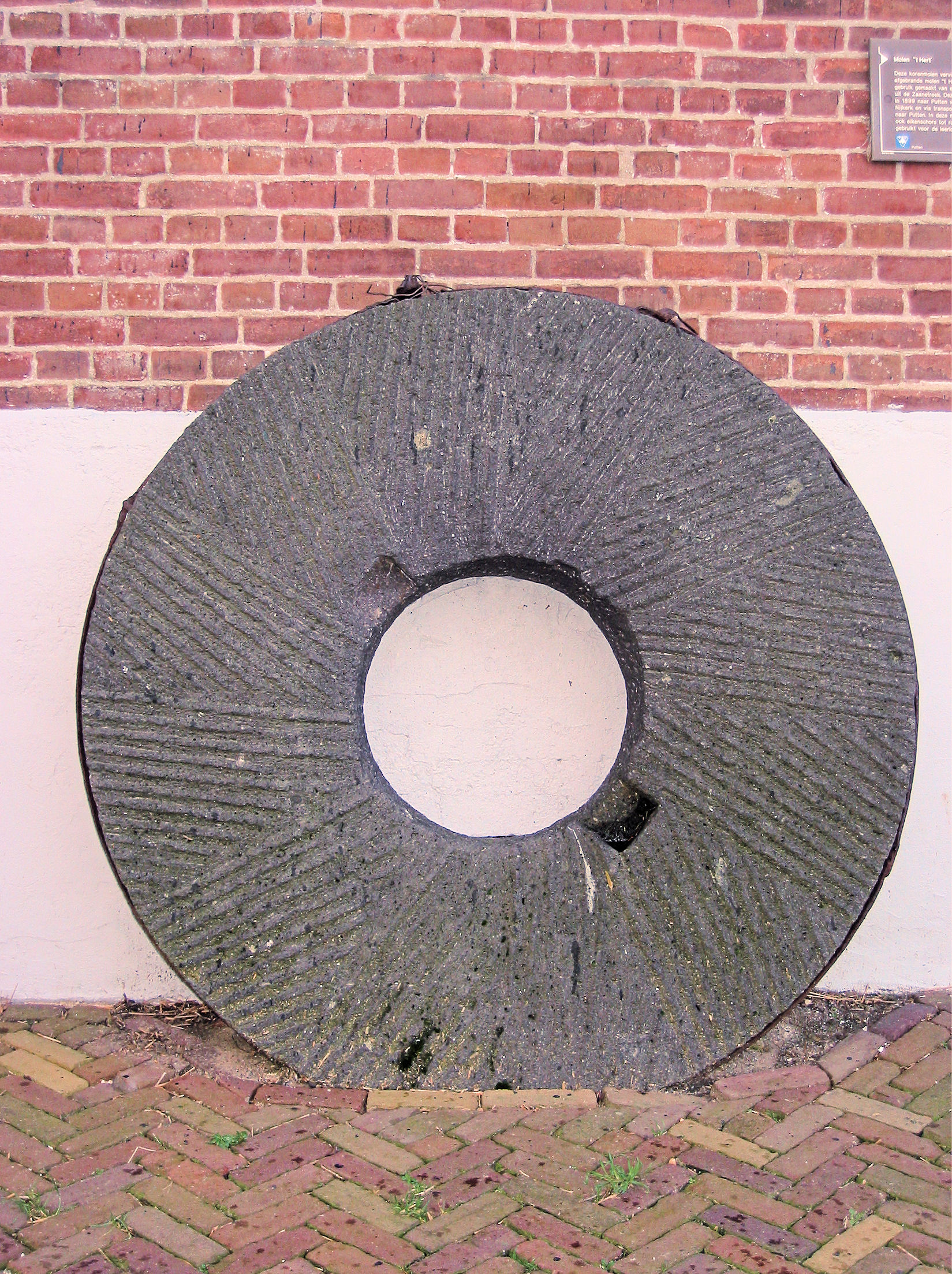
Molensteen voor malen van eek
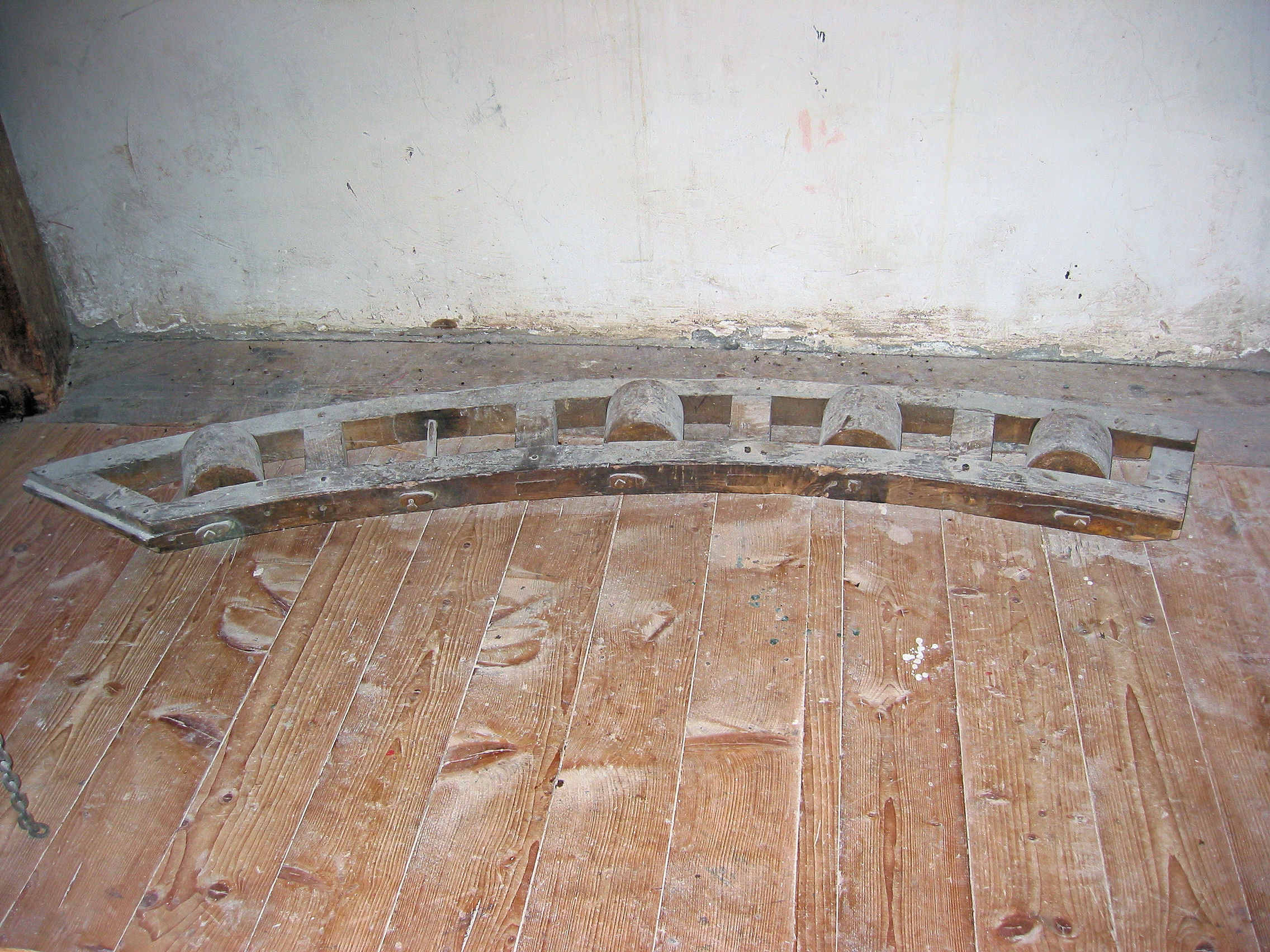
Rollenwagen met ijzeren rollen
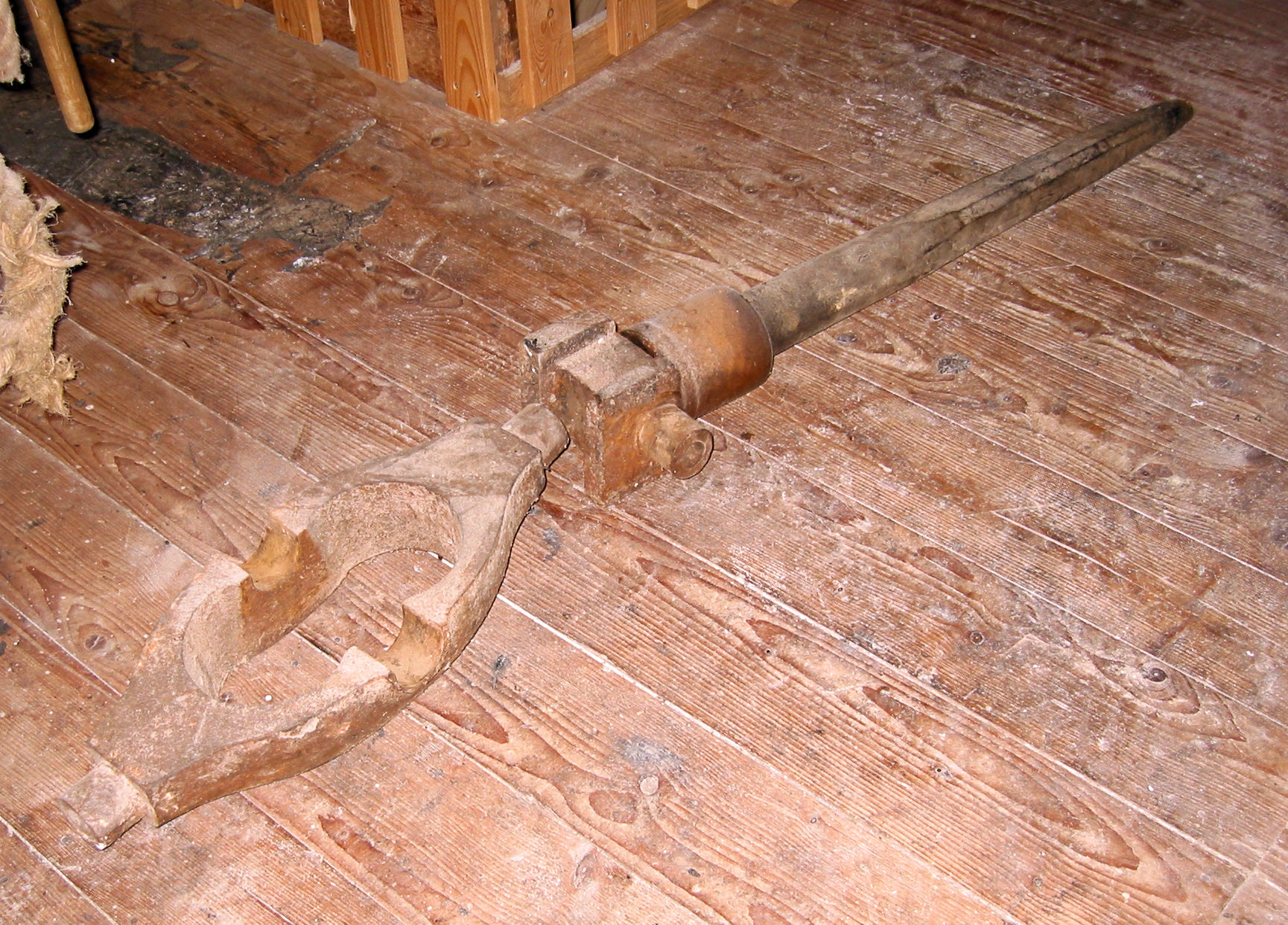
Balanceerrijn: van links naar rechts: buiten rijn, binnenrijn, bolspil